# Китай
Кита́й (кит. трад. 中國, упр. 中国, пиньинь Zhōngguó, палл. Чжунго), официальное название — Кита́йская Наро́дная Респу́блика, сокращённо — КНР (кит. трад. 中華人民共和國, упр. 中华人民共和国, пиньинь Zhōnghuá Rénmín Gònghéguó, палл. Чжунхуа Жэньминь Гунхэго) — государство в Восточной Азии.
С востока страна омывается водами западных морей Тихого океана. На северо-востоке она граничит с КНДР и Россией, на севере — с Монголией, на северо-западе — с Россией и Казахстаном, на западе — с Кыргызстаном, Таджикистаном и Афганистаном, на юго-западе — с контролируемым Пакистаном Гилгит-Балтистаном, Индией, Непалом и Бутаном, на юге — с Мьянмой, Лаосом, Вьетнамом. Общая площадь территории составляет 9,6 млн км²; занимает 4-е место в мире по территории среди государств мира по площади, уступая России, Канаде и США.
По численности населения — 1 411 750 000 жителей (без Тайваня, Гонконга и Макао) — занимает второе место в мире после Индии. Уровень урбанизации равен 65 %. Китай — многонациональное государство, но на сегодняшний день большинство его населения составляют этнические китайцы с самоназванием хань.
Столица — Пекин; другие крупные города — Чунцин, Шанхай, Гуанчжоу, Нанкин, Харбин и т. д.
Государственный язык — китайский (севернокитайский; в Китае носит название путунхуа) — один из сино-тибетских языков со множеством диалектов. В Китае используется и другие языки этой семьи — например, тибетский (в Тибете) — а также языки других языковых семей, как например тюркский уйгурский язык (в Синьцзян-Уйгурском автономном районе).
Китайская Народная Республика, согласно конституции, — социалистическое государство. Фактически же является авторитарной диктатурой.
Является постоянным членом Совета безопасности ООН. Одна из ведущих космических держав мира, обладает ядерным оружием и крупнейшей в мире армией по численности военнослужащих.
Китайская экономика является второй экономикой мира по номинальному ВВП и первой экономикой мира по ВВП (ППС). КНР является мировым лидером по производству большинства видов промышленной продукции. Крупнейший мировой экспортёр («фабрика мира») и один из главных рынков сбыта. Располагает наибольшими в мире золотовалютными резервами. В 1990-х, 2000-х и 2010-х годах темпы экономического роста Китая были выше, чем в среднем в странах АТР.
В 2020 году на долю Китая пришлось 24,8 % глобальных расходов на НИОКР. В 2023 году он потратил на науку и технологии 2,65 % от ВВП — больше, чем на армию. В 2024 году возглавил рейтинг Nature Index и занял 11 место в рейтинге Глобального инновационного индекса. В Китае находятся 26 из 100 ведущих научно-технологических кластеров мира, четыре из которых вошли в первую десятку рейтинга: Шэньчжэнь — Гонконг — Гуанчжоу, Пекин, Шанхай — Сучжоу и Нанкин.
КНР состоит в таких международных организациях, как ООН, ВТО, АТЭС, G20, БРИКС, ШОС. Китай инициировал создание «Одного пояса и одного пути».
Со времени провозглашения Китайской Народной Республики в 1949 году правящей партией является Коммунистическая партия Китая (КПК). Председателем КНР является Си Цзиньпин (с 2013 года).

## Этимология
Русское слово «Китай», по словарю Фасмера, впервые встречается в древнерусском тексте «Хожение за три моря» Афанасия Никитина (1475 год). Оно происходит от уйг. Kytai‎ — «Китай, китаец», которое, в свою очередь, происходит от тюрк. Qytan, а то — от кит. 契丹 — так называли протомонгольскую группу кочевых племён из Маньчжурии — киданей (китаев). В 907 году они завоевали Северный Китай и там основали свою династию Ляо. Их место в XII—XIII веках заняли другие кочевники — чжурчжэни и монголы, однако этноним их предшественников закрепился как топоним Северного Китая. Посредством европейских путешественников, в частности, Марко Поло, это название в форме «Катай» («Cathay») попало в средневековую Западную Европу, частично вытеснив латинское «China».
Китайцы больше двух тысячелетий называют своё государство Чжунго (кит. упр. 中国, буквально: «Срединное государство»). Раннее упоминание этого слова отмечено в «Чжаньго цэ».

## Физико-географическая характеристика

### Географическое положение
Китай расположен в Восточной Азии. С востока омывается водами западных морей Тихого океана. На северо-востоке страна граничит с КНДР и Россией, на севере — с Монголией, на северо-западе — с Россией и Казахстаном, на западе — с Кыргызстаном, Таджикистаном и Афганистаном, на юго-западе — с контролируемым Пакистаном Гилгит-Балтистаном, Индией, Непалом и Бутаном, на юге — с Мьянмой, Лаосом, Вьетнамом. Площадь территории Китая составляет 9,6 млн км².
Китай является второй по площади страной в Азии (после России) и четвёртой по площади страной в мире, уступая только России, Канаде и США (в зависимости от используемой методики площадь США может как превышать площадь Китая, так и уступать ей). Единый китайский часовой пояс — UTC+8.
Морское побережье Китая протянулось от границы с Северной Кореей на севере до границы с Вьетнамом на юге и имеет длину 14,5 тыс. км. От Ханчжоуского залива на юг оно преимущественно скалистое, на север — равнинное, илисто-песочное. Скалистое побережье сложное, образует много естественных бухт. Моря не замерзают, судоходны в течение всего года, что благоприятствует строительству портов и развитию морских перевозок. Китай омывается Жёлтым, Восточно-Китайским и Южно-Китайским морями. Остров Тайвань отделён от материка Тайваньским проливом. Протяжённость страны с запада на восток (от Памира до Шанхая) — около 4,5 тыс. км, с севера на юг (от реки Амур по границе с Россией до южной оконечности острова Хайнань) — около 4,1 тыс. км.

### Рельеф
Топография Китая очень разнообразна, на его территории имеются высокие горы, плато, впадины и обширные равнины. Более 2/3 страны занимают горные хребты, нагорья, плато, пустыни и полупустыни.
Высочайшей (8848,86 м) точкой Китая является вершина горы Джомолунгмы, находящейся в Гималаях, на границе с Непалом. В список самых высоких горных систем Китая, помимо Гималаев, входят: Каракорум, Куньлунь, Памир, Сино-Тибетские горы и Тянь-Шань. Минимальная высота суши, составляющая −155 м, зафиксирована в Турфанской впадине.
Рельеф Китая образует три ступени. Каждая ступень занята одним или несколькими крупными геоморфологическими регионами, которые делятся на регионы меньших уровней. У больших регионов (областей) есть русскоязычные названия.
- Первая ступень рельефа
  - Тибетское нагорье (в китайской трактовке Цинхай-Тибетское нагорье[32]): Трансгималаи, Сино-Тибетские горы, хребты Тангла, Кукушили и Баян-Хара-Ула; а также китайские части Гималаев, Каракорума и Памира, Куньлунь, Наньшань и Цайдамская впадина[31][33].
- Вторая ступень рельефа
  - Северо-Западная горная страна: Тянь-Шань, Монгольский Алтай, Джунгарская равнина, Таримская и Турфанская впадины.
  - Плато и горы Северного Китая: Монгольское плато, плато Ордос и Лёссовое плато; горы Иньшань, нагорье Шаньси с хребтом Тайханшань и Большой Хинган.
  - Циньлин-Юньнаньская горная страна: горы Циньлин, горы Улиншань и Сюэфэншань, Юньнань-Гуйчжоуское нагорье и Сычуаньская впадина.
- Третья ступень рельефа
  - Северо-Восточная горная страна больше не имеет соответствий на карте геоморфологического районирования Китая (2019 г.)[31].
  - Юго-Восточная горная страна: горы Циньлин (хребет Дабешань), горы Лосяошань и Хуаншань, Наньлин и Уишань; Цзянханьская равнина, равнина нижнего течения Жемчужной реки.
  - Низменные аккумулятивные равнины Восточного Китая: Великая Китайская равнина, равнина Сунляо, Среднеамурская низменность; нагорье Ляоси с хребтом Яньшань, Маньчжуро-Корейские горы, Малый Хинган.

На Тибетском нагорье преобладают высоты более 4000 метров над уровнем моря. В современных естественнонаучных статьях территория Куньлуня была существенно урезана в пользу Памира (горы Конгур — Музтагата) и внутренней части Тибетского нагорья, к которой отнесли южную цепь восточной части Куньлуня, состоящую из хребтов Кукушили и Баян-Хара-Ула.
Бассейн Жемчужной реки (и её главного притока Сицзян) расположен в южной части Китая и отделён от бассейна реки Янцзы горами Наньлин и хребтом Уишань (который включён в список Всемирного наследия ЮНЕСКО в Китае).
- Вторая ступень рельефа
- Тянь-Шань, пик Хан-Тенгри
- Тайханшань
- Монгольское плато

### Климат
Климат Китая очень разнообразен — от субтропического на юго-востоке до резко континентального (аридного) на северо-западе. На южном побережье погода определяется муссонами, которые возникают из-за различных поглотительных свойств суши и океана. Сезонные движения воздуха и сопутствующие ветра содержат большое количество влаги в летний период и довольно сухие зимой. Наступление и отход муссонов в большой степени определяют количество и распределение осадков по стране. Огромные разницы по широте, долготе и высоте на территории Китая порождают большое разнообразие температурных и метеорологических режимов, несмотря на то, что большая часть страны лежит в области умеренного климата.
Более 2/3 страны занимают горные хребты, нагорья и плато, пустыни и полупустыни. Примерно 90 % населения живёт всего на 10 % площади страны — в прибрежных районах и поймах больших рек, как например Янцзы, Хуанхэ («Жёлтая река») и Чжуцзян. Эти территории находятся в тяжёлом экологическом состоянии в результате долгой и интенсивной сельскохозяйственной обработки и промышленного загрязнения окружающей среды.
Самая северная провинция Китая — Хэйлунцзян — находится в области умеренного климата, похожего на климат Владивостока и Хабаровска, а южный остров — Хайнань — расположен в тропиках. Разница температур между этими регионами в зимние месяцы велика, но летом различие уменьшается. В северной части Хэйлунцзяна температура зимой может опускаться до −38 °C, средние температуры января — около −16 °C. Средняя температура июля в этой области составляет 20 °C. В южных же частях провинции Гуандун средняя температура колеблется от 10 °C в январе до 28 °C в июле.
Количество осадков изменяется даже в большей степени, чем температура. На южных склонах гор Циньлин выпадают многочисленные дожди, максимум которых приходится на летние муссоны. При движении к северу и западу от гор вероятность дождей уменьшается. Северо-западные районы страны — самые сухие, в расположенных там пустынях (Такла-Макан, Гоби, Ордос) осадков почти нет.
Южные и восточные области Китая часто (около 5 раз в год) страдают от разрушительных тайфунов, а также от наводнений, муссонов, цунами и засух. Северные районы Китая каждую весну накрывают жёлтые пыльные бури, которые зарождаются в северных пустынях и переносятся ветрами в сторону Кореи и Японии.

### Полезные ископаемые
Китай богат разнообразными видами топливных и сырьевых минеральных ресурсов. Особенно большое значение имеют запасы нефти, угля, металлических руд и драгметаллов.
Китай имеет залежи многих полезных ископаемых. Основным источником энергии в Китае является уголь, по запасам которого Китай уступает немногим странам, а по добыче занимает первое место в мире — 3561 млн т в 2013 году. Месторождения сконцентрированы преимущественно в Северном Китае. Крупные ресурсы имеются также в Северо-Западном Китае. Беднее углём другие районы, особенно южные. Большая часть залежей представлена каменным углём. Угольные месторождения в основном расположены в Северном и Северо-Восточном Китае. Самые большие запасы угля сконцентрированы в провинции Шаньси (30 % общего объёма запасов) — Датунские и Янцюаньские угольные шахты. Китай также занимает первое место в мире как импортёр угля — 320 млн т ввезено в КНР в 2013 году.
Другим важным источником энергоресурсов является нефть. По запасам нефти Китаю принадлежит заметное место среди стран Центральной, Восточной и Юго-Восточной Азии. Месторождения нефти обнаружены в различных районах, но наиболее значительны они в Северо-Восточном Китае (равнина Сунгари-Нонни), прибрежных территориях и шельфе Северного Китая, а также в некоторых внутренних районах — Джунгарской котловине, Сычуани.
Китай является крупнейшим в мире производителем золота с 2007 года. В 2013 году объём добычи золота в Китае увеличился на 6,23 % по сравнению с 2012 годом и составил 428 тонн. Китайские компании продолжают активно осваивать рудники как в своей стране, так и за рубежом.
Также в стране весьма велики залежи сланца, из которого можно добывать сланцевый газ. В 2015 году Китай планирует добыть 6,5 млрд кубометров сланцевого газа. Общий объём производства природного газа в стране вырастет на 6 % с текущего уровня. К 2020 году в планах — выйти на уровень добычи в диапазоне от 60 млрд до 100 млрд кубометров сланцевого газа ежегодно.

### Реки и озёра
В Китае множество рек, общая протяжённость которых составляет 220 000 км. Свыше 5000 из них несут воды, собранные с площади более 100 км² каждая. Реки Китая образуют внутренние и внешние системы. Внешние реки — это Янцзы, Хуанхэ, Хэйлунцзян (Амур), Чжуцзян, Ланьцанцзян (Меконг), Нуцзян и Ялуцангпо, имеющие выход к Тихому, Индийскому и Северному Ледовитому океанам, их общая водосборная площадь охватывает около 64 % территории страны. Внутренние реки, количество которых невелико, значительно удалены друг от друга и на большинстве участков обмелели. Они впадают в озёра внутренних районов или теряются в пустынях или солёных топях; их водосборная площадь охватывает около 36 % территории страны.
В Китае много озёр, общая площадь, которую они занимают, составляет примерно 80 000 км². Имеются также десятки тысяч искусственных озёр — водохранилищ. Большинство озёр располагается на Тибетском нагорье и в среднем и нижнем течении Янцзы. Считающиеся крупнейшими пресноводные озёра, как например Поянху, Дунтинху и Тайху, также располагаются в бассейне Янцзы. К бессточным относятся многие крупные солёные озёра на западе Китая, самое большое из которых — озеро Кукунор (Цинхай). Среди озёр внутренних районов много высохших — например, Лоб-Нор и Цзюйянь.

### Растительность
В Китае произрастает более 500 видов бамбука, составляющих 3 % всех лесов страны. Заросли бамбука, встречающиеся в 18 провинциях — не только среда обитания многих животных, но и источник ценного сырья. Их одревесневшие соломины (стебли) широко используются в промышленности.

### Фауна
Животный мир Китая очень разнообразный, в разных частях страны обитают: амурский тигр, макак Давида, большая панда (единственная популяция которой в Китае), японский журавль, бирманская гадюка, китайский богомол и другие.
Фауна Китая по количеству видов диких животных Китай занимает одно из первых мест в мире. Здесь обитают около 6 300 видов позвоночных и 3 862 вида рыб — это около 10 % всех существующих на Земле видов. Здесь водятся золотистая обезьяна, южнокитайский тигр, бурая курица, красноногий ибис, белый дельфин, китайский аллигатор и другие редчайшие представители земной фауны.

## История
История Китая отличается разнообразием письменных источников, которые, в сочетании с археологическими данными, позволяют проследить его политическую жизнь и социальные процессы, начиная с глубокой древности. Канонизированные древнекитайские тексты религиозно-философского и исторического содержания — особенно те из них, в которых излагалось учение Конфуция — в свою очередь, сами влияли на дальнейшее развитие китайской цивилизации, мировоззрение китайского народа.
Для китайской цивилизации со времён Конфуция была характерна высокая социально-политическая активность каждого человека, направленная на достижение счастья и благополучия именно в земной жизни — при этом судьба его зависела не от божественного предопределения, а от собственных усилий.
Китайская цивилизация — одна из старейших в мире. По утверждениям китайских учёных, таких как Лю Бэй Синь и Сиу Фэньма, её возраст может составлять пять тысяч лет, при этом имеющиеся письменные источники покрывают период не менее 3500 лет. Давнее наличие систем административного управления, которые совершенствовались сменявшими друг друга династиями, создавало очевидные преимущества для китайского государства, экономика которого основывалась на развитом земледелии, по сравнению с более отсталыми соседями-кочевниками и горцами. Ещё более укрепило китайскую цивилизацию введение конфуцианства в качестве государственной идеологии (I век до н. э.) и единой системы письма (II век до н. э.).
С политической точки зрения Китай в течение нескольких тысячелетий проходил через циклически повторяющиеся периоды политического единства и распада, причём в ряде случаев частично или полностью становился частью иностранных государств (например, империй Юань и Цин). Территория Китая регулярно подвергалась нашествиям извне, однако большинство захватчиков рано или поздно подвергались китаизации и ассимилировались в китайский этнос, а территории их государств обычно включались в территорию Китая. Современное китайское государство и общество является результатом многовекового культурного и политического взаимопроникновения и взаимодействия с многочисленными окружающими азиатскими народами, сопровождавшегося перемещениями многомиллионных людских масс и многовековой ханьской ассимиляцией. При этом необходимо учитывать, что традиционная китайская историография включает суверенные государства других народов (монголов, маньчжуров и др.) в хроникально-династийную историю Китая, игнорируя собственные исторические традиции этих народов и рассматривая их государства как исторические части Китая.
Краткая хронологическая таблица, принятая в китайской исторической науке
| Годы                                        | Государство (династия) |
| До нашей эры                                | |
| ------------------------------------------- | --- |
| 2353 до н. э. — 2255 до н. э.               | Легендарный правитель Яо                                                                                                  |
| 2255 до н. э. — 2205 до н. э.               | Легендарный правитель Шунь                                                                                                |
| 2205 до н. э. — 1766 до н. э.               | Легендарная династия Ся                                                                                                   |
| 1766 до н. э. — 1122 до н. э.               | Традиционные даты династии Шан-Инь                                                                                        |
| 1122 до н. э. — 249 до н. э.                | Традиционные даты династии Чжоу                                                                                           |
| 221 до н. э. — 206 до н. э.                 | Традиционные даты династии Цинь, собственно создание китайского национального государства                                 |
| 206 год до н. э. — 220 н. э.                | Традиционные даты династии Хань (в том числе Западная Хань — с 206 до н. э. по 25 н. э., Восточная Хань — 25 — 220 н. э.) |
| Наша эра                                    | |
| 220—264                                     | Династия Вэй, Эпоха Троецарствия                                                                                          |
| 265—420                                     | Династия Цзинь (Западная Цзинь: 265—316, Восточная Цзинь: 317—420)                                                        |
| 420—479                                     | Династия Южная Сун |
| 479—501                                     | Династия Ци |
| 502—556                                     | Династия Лян |
| 557—588                                     | Династия Чэнь |
| 581—618                                     | Династия Суй |
| 618—917                                     | Династия Тан, «Золотой Век» китайской культуры                                                                            |
| 907—959                                     | Эпоха пяти династий и десяти царств                                                                                       |
| 960—1279                                    | Династия Сун, исключительно высокий для Средневековья подъём экономической жизни                                          |
| 1271—1368                                   | Династия Юань (монгольская)                                                                                               |
| 1368—1644                                   | Династия Мин |
| 1644—1911                                   | Династия Цин (маньчжурская)                                                                                               |
| 1912—1949 (на Тайване — по настоящее время) | Китайская Республика |
| С 1 октября 1949                            | Китайская Народная Республика                                                                                             |

### Династия Цин
Первоначально династия была названа Цзинь (金 — «золото»), по империи Цзинь — бывшему государству чжурчжэней, от которых выводили себя маньчжуры. В 1636 году название было изменено на Цин (清 — «чистый»). В первой половине XVIII века цинскому правительству удалось наладить эффективное управление страной, одним из результатов чего было то, что в этом веке наиболее быстрые темпы роста численности населения наблюдались именно в Китае. Цинский двор проводил политику самоизоляции, что в конце концов привело к тому, что в XIX веке входивший в состав империи Цин Китай был насильно открыт западными державами.
Последующее сотрудничество с западными державами позволило династии избежать краха во время восстания Тайпинов, проводить сравнительно успешную модернизацию и таким образом просуществовать до начала XX века, однако оно же послужило причиной растущих антиманьчжурских настроений.
В мае 1900 года в Китае началось Ихэтуаньское восстание. 21 июня 1900 года императрица Цыси объявила войну Великобритании, Германии, Австро-Венгрии, Франции, Италии, Японии, США и России. Великие державы согласились о совместных действиях против восставших. Восстание было подавлено.
8 февраля 1904 года началась Русско-японская война за контроль над Маньчжурией и Кореей. Война, шедшая на территории Китая, была для России неудачной: по её результатам Россия была вынуждена уступить Японии Порт-Артур и Ляодунский полуостров с частью построенной к тому времени КВЖД.
14 ноября 1908 года умер император Гуансюй, которого Цыси ранее отстранила от власти. Гуансюй был отравлен, так как Цыси не хотела, чтобы он её пережил. На следующий день скончалась и сама Цыси. На престол взошёл Пу И, которому было два года. Регентом был назначен его отец князь Чунь.

### От Синьхайской революции до провозглашения Китайской Народной Республики
В 1911 году в Китае началось Учанское восстание, ставшее началом Синьхайской революции (1911—1913), в результате которой было свергнута маньчжурская династия. Империя Цин развалилась и было провозглашено создание Китайской республики.
После падения монархии, Богдо-хан Монголии отказался повиноваться республике и объявил, что его страна признавала сюзеренитет маньчжурской династии, а не Китайской республики. 3 ноября 1912 года было заключено соглашение Монголии с Россией. Англия воспользовалась внутренней борьбой в Китае для усиления своего влияния в Тибете. Тибет поднялся на национально-освободительную борьбу и заставил китайский гарнизон покинуть страну. С тех пор вплоть до оккупации Китаем Тибет оставался независимым государством. Россия согласилась считать Тибет английской сферой влияния, а Англия признала русские интересы в независимой (Внешней) Монголии.
12 февраля 1912 года Пу И отрёкся от престола. К власти пришёл генерал Юань Шикай — премьер-министр и главнокомандующий армией. Вскоре он был провозглашён президентом Китая.
В 1913 году произошла «Вторая революция» под предводительством Сунь Ятсена. Юань Шикай подавил разрозненные выступления в центральных и южных провинциях. В стране устанавливается военная диктатура Юань Шикая, основателя группировки бэйянских (северных) милитаристов. Сунь Ятсен вынужден был эмигрировать за границу.
После начала Первой мировой войны китайское правительство объявляет о своём нейтралитете и просит воюющие державы не переносить военные действия на территорию Китая, в том числе и на «арендованные» державами китайские земли. Однако 22 августа 1914 года Япония объявила о своём состоянии войны с Германией и высадила 30-тысячную армию севернее Циндао — центра немецкой колонии в провинции Шаньдун. После двухмесячной военной кампании Япония захватила германские владения в Шаньдуне, а также распространила свой контроль на всю территорию провинции.
В 1915 году китайские принцы голосуют за установление в Китае монархии с Юанем Шикаем на императорском троне. Распускается парламент. Объявляется о создании Китайской империи. Это вызывает ряд восстаний в провинциях Китая. Независимость от Пекина объявляют провинции Юньнань, Гуйчжоу и Гуанси. Потом отделяются Гуандун, Чжэцзян, Сычуань и Хунань. 22 марта 1916 года республика была восстановлена. Юань Шикай был вынужден отказаться от титула.

#### Эра милитаристов
После смерти Юань Шикая в Китае начали оформляться многочисленные военно-феодальные вотчины различных милитаристских группировок. Наиболее крупной была бэйянская группировка, распавшаяся впоследствии на фынтянскую во главе с бывшим главарём шайки хунхузов Чжан Цзолинем, чжилийскую во главе с генералом Фэн Гочжаном и аньхойскую во главе с генералом Дуань Цижуем.
Под контролем фэнтяньской группировки находились провинции Хэйлунцзян, Гирин и Фэнтянь, под контролем чжилийской — Шаньдун, Цзянсу, Чжэцзян, Фуцзянь, Цзянси, Хунань, Хубэй и часть Чжили. Фэнтяньская и аньхойская клики финансировались Японией, чжилийская — Англией и США. Ли Юаньхун был ставленником юго-западных милитаристов. Вице-президент генерал Фэн Гочжан ориентировался на Англию и США, а премьер-министр генерал Дуань Цижуй держался прояпонского направления. В 1917 году Япония начала предоставлять Дуань Цижую крупные займы, получая за них всё новые и новые уступки, в том числе концессии в Маньчжурии.
Партия Гоминьдан была создана в 1912 году в провинции Гуанчжоу. Почти через 10 лет, в 1921 году, была создана и Коммунистическая партия Китая, малочисленная и не пользовавшаяся в тот период особой популярностью. 20 января 1924 года проходит I Всекитайский съезд Гоминьдана в Гуанчжоу. На съезде был принят курс на союз с китайскими коммунистами и СССР. 16 июня учреждена Военная академия Вампу под руководством Чан Кайши. В первый набор было зачислено 400, во второй — 500, в третий — 800 и четвёртый — около 2600 слушателей. В академию Вампу прибыла большая группа советских военных советников. В октябре 1924 года была принята Конституция Китая — законодательным органом становился Парламент, состоящий из Сената, избираемого органами местного самоуправления сроком на 6 лет, и Палаты Депутатов, избираемого народом сроком на 3 года, главой государства Президент, избираемый Парламентом сроком на 5 лет, исполнительным органом Кабинет, состоящий из Премьер-Министра и министра, назначаемых Президентом с согласия Палаты Депутатов, высшей судебной инстанцией — Верховный Суд, председатель которого назначался с согласия Сената, представительными органами местного самоуправления — собрания, избираемые населением, исполнительным органами местного самоуправления — административные советы, избираемые населением сроком на 4 года.
В марте 1926 году Чан Кайши осуществил в Кантоне военный переворот, изгнал из города коммунистов, а спустя три месяца был избран председателем Гоминьдана и главнокомандующим вооружёнными войсками. Добившись высшей власти, Чан Кайши пригласил немецких советников во главе с бывшим генералом рейхсвера фон Сектом.

#### Объединение Китая
В 1926 году Национально-революционная армия Китая Чан Кайши предприняла так называемый Северный поход. В течение шести месяцев непрерывных боёв от власти местных военных правителей были освобождены центральные районы Китая.
В начале 1927 года Чан Кайши пошёл на открытый развал единого фронта ГМД и КПК: его войска начали разоружение шанхайских отрядов и дружин, начались массовые аресты и казни профсоюзных деятелей и коммунистов. В ответ на это коммунисты организовали 1 августа в городе Наньчан восстание части гоминьдановских войск, вошедшее в историю Китая как «Наньчанское восстание».
В декабре 1927 года было поднято коммунистическое восстание в Кантоне, которое гоминьдановцы подавили после четырёх дней кровопролитных боёв.
После нескольких военных операций к 1927 году войска Гоминьдана контролировали большую часть территории Китая. В 1928 году лидер фэнтяньской клики Чжан Цзолинь уступил Пекин союзникам Гоминьдана и погиб в ходе инцидента в Маньчжурии. В том же году Чан Кайши стал президентом Китайской Республики и получил международное признание от США и Великобритании.
Осенью 1931 года Япония напала на Китай. 18 сентября после серии провокаций японцы перешли в наступление, за короткое время оккупировав всю Маньчжурию. В марте 1932 года здесь было провозглашено государство Маньчжоу-Го, которое возглавил Пу И — последний император маньчжурской империи Цин, свергнутой в годы Синьхайской революции.
В этих сложных условиях Чан Кайши был вынужден бороться одновременно с тремя врагами: внешней японской агрессией, спорадическими бунтами отдельных милитаристов на местах и вооружёнными силами КПК, претендовавшими на захват власти в стране. Он выбрал политику компромисса с японцами, с милитаристами вёл дела в зависимости от конкретных обстоятельств, с коммунистами же никакой компромисс был невозможен. В 1934 году основные силы КПК были блокированы в провинции Цзянси. В этих сложных условиях руководство КПК сумело организовать прорыв и после многомесячного марша привело войска на Северо-Запад страны в так называемый «особый район» с центром в городе Яньань; эти события вошли в историю КПК как «Великий поход». Чан Кайши планировал продолжать борьбу с коммунистами и там, но тут взбунтовался ряд его генералов, считавших более приоритетной задачей примирение с коммунистами и совместную борьбу с японской агрессией. В результате «Сианьского инцидента» было подписано соглашение о создании единого фронта между КПК и Гоминьданом.
Правительство Чан Кайши ещё во времена Веймарской республики получало военную помощь от Германии. С приходом к власти Гитлера помощь была увеличена в целях борьбы с коммунистами. В Китае были созданы заводы по производству лицензированного немецкого вооружения, германские советники проводили обучение личного состава, в Китай экспортировались шлемы, винтовки Gewehr 88 и 98, пистолеты Mauser. Китай также получал небольшое количество самолётов Henschel, Junkers, Heinkel и Messerschmitt, гаубиц Rheinmetall и Krupp, противотанковые и горные орудия, например, Pak 35/36, поставлялись также лёгкие танки PzKpfw I.
25 ноября 1936 года Япония и Германия заключили Антикоминтерновский пакт, направленный против СССР и коммунистического движения. 12 декабря 1936 года состоялся Сианьский инцидент, заставивший Чан Кайши объединиться с коммунистами.
7 июля 1937 года конфликтом у моста Лугоуцяо недалеко от Пекина началась «большая» война между Японией и Китаем. С этого момента, по мнению китайских историков, начинается Вторая мировая война. 21 августа 1937 года был подписан Советско-китайский договор о ненападении, после чего СССР стал оказывать военную и экономическую помощь правительству Чан Кайши (Китаю поставлялась самолёты И-16 и другая военная техника, в первое время на стороне Китая воевали советские лётчики). Германская военная помощь Китаю была прекращена.

### История Китайской Народной Республики
К 1949 году вооружённые силы КПК одержали победу в гражданской войне в Китае, причём некоторые исследователи считают, что Гоминьдан мог защитить свою власть самостоятельно — без помощи США, тогда как «Компартия Китая своих возможностей для вооружённого захвата власти не имела и опиралась на Советский Союз». В то же время известно, что США оказывали огромную военную помощь Гоминьдану, в том числе и поставками очень большого количества танков. В сентябре 1949 года начал работу Народный политический консультативный совет Китая, провозгласивший Китайскую Народную Республику, избравший Центральный Народный Правительственный Совет в качестве постоянно-действующего органа НПКС (Председателем ЦНПС стал Мао Цзэдун) и сформировал Государственный Административный Совет, в качестве высшего исполнительного органа (Председателем ГАС стал Чжоу Эньлай). В 1954 году была принята конституция, переименовавшая Центральный Народный Правительственный Совет в Постоянный Комитет Всекитайского Собрания Народных Представителей, Государственный Административный Совет в Государственный Совет.
В 1949—1956 годах при помощи СССР созданы базовые отрасли промышленности, проведена национализация промышленности и коллективизация сельского хозяйства, развёрнуто массированное социалистическое строительство.
В мае 1958 года на состоявшейся в закрытом режиме второй сессии 8 съезда КПК был провозглашён новый курс, вылившийся в победу идей Мао Цзэдуна и политику «большого скачка» и «коммунизации» (1958—1966), а в дальнейшем, в результате борьбы двух линий провозглашена «культурная революция» (1966—1976), основным постулатом которой было усиление классовой борьбы по мере строительства социализма и «особый путь» Китая в построении государства и общества (отрицание товарно-денежных отношений, отсутствие негосударственных форм собственности, замораживание внешнеэкономических связей, публичные суды над политиками, объявленными «ревизионистами» и «остатками буржуазии в партии, правительстве и армии», хунвэйбины и др.)
Эта политика была впоследствии осуждена пришедшим к власти после свержения «банды четырёх» Дэн Сяопином. III Пленум ЦК КПК 11 созыва (декабрь 1978 года) провозгласил курс на социалистическую рыночную экономику при сочетании двух систем: планово-распределительной и рыночной при массовом привлечении иностранных инвестиций, большей хозяйственной самостоятельности предприятий, введении семейного подряда на селе, сокращении доли государственного сектора в экономике, открытии свободных экономических зон, преодолении бедности, развитии науки и техники.
После китайско-вьетнамской войны 1979 года внешняя политика страны, в отличие от эпохи Мао, постепенно перестала быть агрессивной. В конце 1980-х — начале 1990-х Китаю удалось полностью снять проблему обеспечения населения питанием, развить высокие темпы роста ВВП и промышленного производства, поднять уровень жизни народа.
Реформы были успешно продолжены и его преемниками — Цзян Цзэминем (с 1989 года), Ху Цзиньтао (с 2002 года), Си Цзиньпином (с 2012 года).

## Государственное устройство
Официально Китайская Народная Республика — унитарная республика, социалистическое государство демократической диктатуры народа. Основным законом государства является конституция, принятая в 1982 году. Высший орган государственной власти — однопалатное Всекитайское собрание народных представителей (ВСНП), состоящее из 2979 депутатов, избираемых региональными собраниями народных представителей сроком на 5 лет. Сессии ВСНП созываются на ежегодной основе. Между сессиями полномочия Всекитайского собрания осуществляет Постоянный комитет ВСНП.
К выборам допускаются только депутаты от Коммунистической партии Китая и восьми так называемых демократических партий, входящих в Народный политический консультативный совет Китая (НПКСК). Собственные органы законодательной власти действуют на территории специальных административных районов Гонконга и Макао.
Все депутаты ВСНП являются представителями блока коммунистов и демократов.
Глава государства — Председатель КНР (Си Цзиньпин (кит. 习近平)) и Глава правительства — Премьер Госсовета КНР (Ли Кэцян (кит. 李克强)). Это представитель уже пятого поколения руководителей страны.
Переход властных полномочий к этому поколению начался в 2002 году, когда Ху Цзиньтао сменил Цзян Цзэминя на посту генерального секретаря ЦК КПК. В марте 2003 года Ху Цзиньтао был избран Председателем КНР, а в сентябре 2004 года — Председателем Центрального военного совета (ЦВС) ЦК КПК. Ранее все эти посты также занимал Цзян Цзэминь. 8 марта 2005 года сессия китайского парламента (Всекитайского собрания народных представителей) одобрила просьбу Цзян Цзэминя об отставке с поста Председателя Центрального военного совета КНР. Позднее этот пост также занял Ху Цзиньтао, что завершило процесс смены власти в высшем руководстве страны.
Центральный военный совет КНР был учреждён в 1982 году. Его первым председателем был Дэн Сяопин, в 1990 году на этом посту его сменил Цзян Цзэминь. Посты председателей ЦВС ЦК КПК и ЦВС КНР в нынешней политической системе Китая, как правило, совмещает один человек.
Военный совет и его руководитель играют важную роль в китайской политической системе. Так, в 1989 году занимавший этот пост Дэн Сяопин, к этому времени уже ушедший с высших партийных и государственных постов, принял решение о подавлении выступлений на площади Тяньаньмэнь (кит. 天安门).
На апрель 2023 года распределение высших государственных и партийных должностей в КНР выглядело следующим образом:
| Ранг | Должность                                                                                 | Занимающий должность      |
| ---- | ----------------------------------------------------------------------------------------- | ------------------------- |
| 1    | Генеральный секретарь ЦК КПК                                                              | Си Цзиньпин (кит. 习近平) |
| 1    | Председатель Китайской Народной Республики                                                | Си Цзиньпин (кит. 习近平) |
| 2    | Премьер Государственного совета КНР                                                       | Ли Цян (кит. 李强)        |
| 3    | Председатель Постоянного комитета Всекитайского собрания народных представителей          | Чжао Лэцзи (кит. 赵乐际)  |
| 4    | Председатель Всекитайского Комитета Народного политического консультативного совета Китая | Ван Хунин (кит. 王沪宁)   |
| 5    | член Постоянного комитета Политбюро ЦК КПК                                                | Цай Ци (кит. 蔡奇)        |
| 6    | Секретарь Центральной комиссии по проверке дисциплины                                     | Ли Си (кит. 李希)         |
| 7    | 1-й вице-премьер Государственного совета КНР                                              | Дин Сюэсян (кит. 丁薛祥)  |

Высшим органом исполнительной власти государства является Государственный совет (Центральное народное правительство), в состав которого входят премьер, его заместители, члены Госсовета, министры, председатели комитетов, генеральный ревизор и ответственный секретарь.
Высшей судебной инстанцией является Верховный народный суд. Судами первой инстанции и кассационными судами — народные суды. Прокурорский надзор осуществляет Верховная народная прокуратура и местные органы народной прокуратуры.
Местными органами государственной власти являются собрания народных представителей, местными постоянно действующими органами являются постоянные комитеты (в волостях отсутствуют), местными исполнительно-распорядительными органами являются местные народные правительства.

## Административное деление
Китайская Народная Республика осуществляет административный контроль над 22 провинциями (省); при этом правительство КНР считает Тайвань своей 23-й провинцией. Кроме этого, в КНР также входят 5 автономных районов (自治区), где проживают национальные меньшинства Китая; 4 муниципальных образования (直辖市), соответствующих городам центрального подчинения, и 2 специальных административных района (特别行政区).
22 провинции, 5 автономных районов и 4 города центрального подчинения объединяются термином «континентальный Китай», куда обычно не входят Гонконг, Макао и Тайвань.
В конституции КНР де-юре предусмотрено трёхступенчатое административное деление: провинции (автономные районы, города центрального подчинения), уезды и волости. Однако де-факто в материковом Китае насчитывается пять уровней местного самоуправления (не включая Гонконг, Макао и Тайвань):
- Провинциальный уровень (34): 23 провинции, 5 автономных районов, 4 города центрального подчинения и 2 специальных административных района.
- Окружной уровень (333): 15 округов (префектуры), 286 городских округов, 30 автономных округов, 3 аймака
- Уездный уровень (2853): 1455 уездов, 370 городских уездов, 117 автономных уездов, 49 хошунов, 857 районов, 3 автономных хошуна, 4 специальных района.
- Волостной уровень (46466): 19683 посёлка, 13587 волостей, 1085 национальных волостей, 106 сомонов, 1 национальный сомон, 7194 уличных комитета и 2 района уездного подчинения
- Деревенский уровень: деревни и местные общины; или микрорайоны (в городах).

### Пекин
Город расположен на северо-западной оконечности Северо-Китайской равнины и обрамлён цепью гор на западе и севере, переходящих затем в равнину, которая на юго-западе имеет спуск к Жёлтому морю (Бохайский залив). Для Пекина характерны умеренно континентальный климат и отчётливо выраженная смена времён года.

### Тяньцзинь
Тяньцзинь относится к Северному Китаю, располагается вдоль Бохайского залива, на северной оконечности Великого китайского канала, который связан с реками Хуанхэ и Янцзы. 

С севера, юга и запада Тяньцзинь граничит с провинцией Хэбэй, с территорией Пекина на северо-западе. С востока территория Тяньцзиня омывается Бохайским заливом. С Пекином, который расположен в 96 км к северо-западу, Тяньцзинь соединён высокоскоростной железной дорогой.

### Шанхай
Город расположен на 31 град. 14 мин. с. ш., 121 град. 29 мин. в. д. в передней части дельты реки Янцзы. На востоке он омывается Восточно-Китайским морем, а на юге — заливом Ханчжоувань, на западе он граничит с провинциями Цзянсу и Чжэцзян, а на севере с устьем Янцзы. Шанхай как раз расположен в середине морского побережья страны. Он имеет удобный транспорт и обширное внутреннее пространство, обладает стратегическим расположением, является крупным речным и морским портом.

### Чунцин
Город центрального подчинения в центральной части Китая, крупнейший по площади из четырёх китайских административных единиц этой категории. Население 7,5 млн человек (32,75 млн человек в административном округе Чунцин (данные 2009 г.). Основная часть проживает вне городской зоны собственно Чунцина. ВВП, по данным на 2004 год, составляет 266,5 млрд юаней, или 8540 юаней на душу населения (24 и 20 место по стране, соответственно).

### Гонконг
Гонконг, или Сянга́н, — специальный административный район Китайской Народной Республики, один из ведущих финансовых центров Азии и мира.
Население — 7 млн человек.

### Макао
Мака́о, или Аомы́нь, — автономная территория в составе Китайской Народной Республики. Бывшая португальская колония.
Население — 541 200 человек (2009). Официальные языки: португальский и китайский.

## Внешняя политика
Западные страны критикуют внешнюю политику Китая за поддержку КНДР. КНР проводит внешнюю политику, способствующую укреплению роли Китая в мировой политике, при этом придерживаясь сравнительно нейтральной позиции.

### КНР — ООН
КНР с 1971 года — постоянный член Совета безопасности ООН. Однако только в 1982 году КНР начала участвовать в финансировании миротворческих операций ООН, а первые китайские военные наблюдатели были направлены в 1990 году. В марте 2003 году за рубежом служили 111 китайских миротворцев, а в сентябре 2011 года КНР по числу миротворческого контингента (2018 «голубых касок», в том числе 1892 человека военного персонала) занимала первое место среди постоянных членов Совбеза ООН и 15-е в мире.
КНР как член ООН не признаётся 14 государствами — членами ООН и 1 государством в статусе постоянного наблюдателя (которые, в свою очередь, признают  Китайскую Республику как члена ООН): Белиз, Гаити, Гватемала, Гондурас, Маршалловы Острова, Науру, Никарагуа, Палау, Парагвай, Сент-Винсент и Гренадины, Сент-Китс и Невис, Сент-Люсия, Тувалу, Эсватини, а также Ватикан.

### КНР — США
С момента установления двусторонних дипломатических отношений между этими странами — 1 января 1979 года — прошло уже несколько десятилетий. На протяжении этого периода американо-китайские отношения не были ни дружескими, ни враждебными. Существуют различные определения характера данных отношений: «отношения ложного партнёрства», «ни друзья и ни враги» или «лёжа на одной кровати, видеть разные сны».
Пекин, не оглядываясь на Вашингтон, выполняет контрактные обязательства с Ираном и КНДР на поставки им вооружений и технологий, занимает жёсткую и недвусмысленную позицию по проблеме Тайваня. Одной из проблем в отношениях между государствами является увеличение масштабов китайской эмиграции в США.
Центральной проблемой американо-китайских отношений остаётся проблема Тайваня. Речь идёт не только о суверенитете от КНР, но и о мире и стабильности в азиатско-тихоокеанском регионе (АТР) в целом. Отдельную проблему между США и Китаем составляет комплекс вопросов по энергетической безопасности.
С XXI века основные противоречия Вашингтона и Пекина находятся в АТР. Это связано, в первую очередь, с началом осуществления Бараком Обамой своей «тихоокеанской» стратегии, целью которой является усиление американского влияния в АТР. Все действия Вашингтона, направленные на достижение такой цели и вытеснение Китая из региона, встречают резкий отпор со стороны Пекина. Так, Вашингтон пытался играть на территориальных спорах между Китаем и другими странами в Южно-китайском море. Тем не менее особого успеха добиться пока не получилось. В настоящее время[когда?] нарастает напряжённость в этом регионе, которая, например, проявляется в развёрнутой гонке вооружений Китая и США.
Тем не менее с начала XXI в. существует Стратегический диалог по экономическим вопросам, стороны регулярно встречаются и обсуждают основные проблемы.

## Вооружённые силы
Китай имеет крупнейшие в мире по численности вооружённые силы. Является ядерной и ракетной державой.
В XXI веке военные расходы Китая стабильно растут: например, в 2004 году оборонный бюджет Китая увеличился на 11,6 % по сравнению с 2003 годом. По оценкам специалистов, с 1992 года Китай закупил вооружений у России примерно на 10 млрд $. В 2004 году на Китай пришлось почти 50 % российского военного экспорта (около 2,8 млрд $).
Партийное руководство поддерживает баланс между темпами экономического роста и увеличением военных расходов. «Мы не участвуем в гонке вооружений и не представляем военной угрозы ни одной из стран», — отмечал китайский верховный лидер Ху Цзиньтао во время визита в США в 2011 году.
В настоящее время[когда?] приоритеты китайских военных постепенно перемещаются с накопления обычных вооружений на разработки в области военно-информационных технологий.
На 2016 год численность Народно-освободительной армии Китая (НОАК) составляет 2 183 000 человек. Из них в армии служат 1 150 000 человек, во флоте — 240 тыс., в авиации — 395 тыс., в РВСН — 175 тыс., прочие — 150 тыс.
Сокращение численности НОАК планируется проводить в первую очередь за счёт нестроевых частей и многочисленных научно-исследовательских институтов. К 2020 году планируется сократить численность армии до 2 млн человек.
В военно-морском флоте НОАК — свыше 60 эсминцев и фрегатов, 60 дизель-электрических и 10 атомных подводных лодок и 2 авианосца.
В ходе оборонной реформы ставится задача сокращения существенного отставания НОАК от вооружённых сил ведущих мировых государств. По мнению американских экспертов, по степени оснащённости современным оружием и техникой КНР — позади США в среднем на 15−20 лет.
В связи с этим Китай реализует программу по оснащению армии современным высокоточным оружием, уделяя приоритетное внимание развитию ракетных войск, а также ВМС и ВВС.
Китай разработал истребители четвёртого поколения, в том числе стелс-истребитель, и проектирует пятое. 11 января 2011 года впервые поднялся в воздух прототип китайского истребителя пятого поколения J-20.
Китай закупил на Украине авианосец «Варяг», несколько дизель-электрических подводных лодок, а также два эсминца класса «Современный», ещё несколько строятся на российских верфях. Одновременно ускоренными темпами ведётся создание собственных авианосцев, подводных лодок (в том числе атомных с баллистическими ракетами), эсминцев, оснащённых современными радарными и зенитно-ракетными системами. В 2018 году в строй вошёл авианосец китайского производства CV17.
Быстрое сокращение отставания КНР в оборонной сфере от соседей по региону — России, Японии, Южной Кореи, Индии, а также Тайваня — вызывает озабоченность, в первую очередь, у Японии, борющейся с КНР за политико-экономическое влияние в регионе, а также у Тайваня.
По подсчётам экспертов, количество тактических ракет, размещённых в южных провинциях КНР и нацеленных на Тайвань, постоянно наращивается, приближаясь уже к тысяче. По числу самолётов ВВС НОАК превосходит тайваньскую сторону — правда, в большинстве своём отставая по боевым характеристикам. К 2010 НОАК рассчитывает получить подавляющее преимущество над тайваньскими вооружёнными силами в воздухе и на море.
На баланс сил в регионе может повлиять и ожидаемое снятие Евросоюзом эмбарго на поставки оружия в КНР, введённого в 1989 после подавления студенческих выступлений на площади Тяньаньмэнь в Пекине. Правительства ведущих европейских стран, включая Францию, Германию и Италию, уже согласились на отмену санкций, несмотря на неодобрение США.
В июне 2005 года разгорелся скандал между США и Израилем по поводу продажи военных технологий и оружия в Китай в обход прямого запрета США. США считают, что эти технологии могут дать КНР военное преимущество перед Тайванем. Речь идёт о поставках из Израиля в Китай беспилотных ударных летательных аппаратов Harpy, предназначенных для поражения радаров систем ПВО.
В июне 2005 года американская газета «Вашингтон таймс» издала информацию о некоем секретном докладе, представленном руководителю разведывательного сообщества США Джону Негропонте, в котором утверждается, что Китай совершил резкий рывок в области вооружений, существенно увеличивший мощь китайской армии. Среди достижений китайской оборонной отрасли называются:
- разработка новой крылатой ракеты большой дальности;
- ввод в строй новых боевых кораблей, оснащённых китайским аналогом американской системы управления огнём «Иджис»;
- создание новой ударной подводной лодки класса «Юань»;
- разработка высокоточного оружия, в том числе новой ракеты класса «воздух-земля» и ракет класса «земля-земля», которые могут использоваться для нанесения ударов по боевым авианосным группам США.

Обладая собственным развёрнутым производством мин, в том числе средств дистанционного минирования и средств дистанционного разминирования, Китай является крупнейшим экспортёром противопехотных мин в мире. Китайская государственная компания NORINCO успешно конкурирует на этом рынке с европейскими компаниями.
Китайскими спецслужбами ведётся разведывательная деятельность, в том числе военной разведкой — ГРУ ГШ НОАК в разных странах, включая РФ.
Официальный военный бюджет вырос в 2006 году на 14,7 % и составил 284 млрд юаней (35,5 млрд долл.). В 2016 году военные расходы Китая выросли на 7,6 %, составив 146 млрд долларов. В 2015 на оборонку было выделено 135 млрд долларов.
Исходя из теории «увеличения жизненного пространства» государства за пределами его границ на суше, в океане и космосе (пропорционально внутренней совокупной мощи), в Пекине считают, что стратегические границы этого пространства у сильных держав выходят далеко за рамки государственных границ, а реальная сфера влияния слабых стран порой оказывается меньше, чем национальная территория. В связи с имеющимися условиями «… КНР следует проявлять максимальную сдержанность и осмотрительность … вести себя незаметно и не вступать в прямое противостояние с противниками из-за малозначимых противоречий, чтобы в конечном итоге прийти к намеченной цели. Основная ставка при расширении жизненного пространства делается на экономическую и демографическую экспансию. Однако китайское руководство понимает, что на определённом этапе этот процесс потребует силового обеспечения…».

## Население
| 1990       | 1995       | 2000       | 2005       | 2010       | 2015       | 2020       |
| ---------- | ---------- | ---------- | ---------- | ---------- | ---------- | ---------- |
| ↗1 143 330 | ↗1 211 210 | ↗1 267 430 | ↗1 307 560 | ↗1 340 910 | ↗1 383 260 | ↗1 411 780 |

В Китае живут несколько десятков народов, из которых признано 56. Каждый из них имеет свои обычаи, национальные одеяния и, во многих случаях, собственный язык. Тем не менее, при всём их разнообразии и богатстве культурных традиций, эти народы составляют лишь около 7 % населения страны, главную часть которого образуют китайцы-ханьцы, называющие себя хань. Модернизация общества и межнациональные браки неизбежно ведут к стиранию различий между этническими группами современного Китая, но многие из них, так или иначе, гордятся своим наследием и остаются верными обычаям и верованиям. Зрелищные обряды и праздники привлекают и зарубежных гостей.
В ноябре 2000 года Китай провёл пятую по счёту всекитайскую перепись населения. По данным этой переписи, в стране насчитывалось 1 137 386 112 китайцев (абсолютное большинство населения). Годовой прирост населения составил в 2005 году 0,58 %.
Как показала шестая всекитайская перепись населения в 2010 году, общая численность населения в континентальной части страны составляла 1 млрд 339 млн 724 тыс. 852 человека и являлась самой большой в мире. Чтобы задержать рост населения, в 1979 году Китай перешёл к законодательной политике ограничения рождаемости. Несмотря на то что естественный прирост населения в Китае уже снизился до среднего уровня, оно, из-за огромной первоначальной цифры, по-прежнему из года в год значительно возрастает. В период с 1990 по 2000 год население в среднем ежегодно увеличивалось почти на 12 млн человек в год.
При населении в почти миллиард человек КПК была очень озабочена приростом населения в КНР и осуществляла строгую политику планирования семьи. Её результаты довольно противоречивы.
Политика правительства направлена на стабилизацию прироста населения и проводится под лозунгом «Одна семья — один ребёнок». Однако в этом вопросе применяется гибкий подход с учётом местных условий: нормативное регулирование было отдано на усмотрение провинциальных властей, которые получили право устанавливать в местных положениях послабления. Обычно можно было иметь второго ребёнка, если родители принадлежат к этническим меньшинствам или у них нет братьев и сестёр, и для семей в сельских районах, если первый ребёнок девочка или имеет физические отклонения. О том, насколько различалось нормативное регулирование политики ограничения рождаемости в зависимости от провинции КНР, свидетельствуют следующие примеры. В провинции Синьцзян с 2002 года действует Положение, предусматривающее такие ограничения для ханьцев: один ребёнок для городской семьи и двое детей для семьи, занятой сельским хозяйством. Для семей Синьцзяна, где хотя бы один из родителей принадлежит к этническому меньшинству, положение разрешило иметь двух детей в городе и трёх в сельской местности. Встречаются более тонкие ограничения «права на второго ребёнка» для национальных меньшинств: например в провинции Хэйлунцзян после 2001 года вышло «Положение о народонаселении и ограничении рождаемости», которое предусматривает, что второй ребёнок у нанайцев, орочонов, киргизов, эвенков и дауров может быть рождён только через четыре года после первого. Тем не менее, даже если ни одно из этих условий не выполняется, можно просто заплатить крупный штраф государству за каждого «дополнительного» ребёнка (многие обеспеченные семьи поступают именно так и имеют 2 и более детей).
В последние годы политика ограничения рождаемости была смягчена: постановление Постоянного комитета Всекитайского собрания народных представителей от 28 декабря 2013 года разрешило заводить двух детей, если хотя бы один из родителей был единственным ребёнком в семье; позже запрет был снят полностью, но политика ограничения рождаемости сохранилась, несмотря на то что правительство рассматривает решение о полной отмене всех ограничений на число детей в семье ещё с 2018 года.
Политике, проводимой государством, сопротивляются, особенно в сельских районах, из-за потребности в рабочей силе и традиционного предпочтения мальчикам (которые могут со временем стать наследниками). Семьи, которые нарушают политику, часто лгут во время переписи. Официальная правительственная политика выступает против стерилизации или абортов, но на деле местные власти практикуют такой способ ограничения рождаемости, так как они сталкиваются с большими штрафами в случае провала попытки обуздать прирост населения.
На конец 2000 года, лиц в возрасте 65 лет и старше в Китае было 88 млн 110 тыс. — это 6,96 % всего его населения.
Соотношение китайского населения по полу — 106,74:100. Это несколько выше среднемирового уровня — 101,44:100. Половое соотношение населения от нулевого возраста до 4 лет довольно высоко и достигает примерно 119:100. В целом, продолжительность жизни у женского населения Китая больше, чем у мужского. В настоящее время[когда?] предполагаемая средняя продолжительность жизни среди китайского населения составляет 71 год. Большую проблему для здравоохранения составляет загрязнение окружающей среды китайской промышленностью; рядом с крупными предприятиями и загрязнёнными водоёмами стоят так называемые «раковые деревни».
Доля городского населения в 2011 году впервые превысила 50 % и составила 51,27 %. Значительная часть населения проживает не по месту постоянной прописки (в основном это крестьяне, приехавшие на заработки в города) — по данным переписи 2010 года, таких было 261 млн человек (19,6 % населения страны), из которых 175 млн имели регистрацию в провинции постоянного пребывания, а 86 млн — за её пределами. Урбанизацию сдерживает существующая с 1950-х годов система обязательной прописки (хукоу): один человек может быть зарегистрирован только в одном населённом пункте. Тем не менее численность граждан, проживающих без прописки, постоянно растёт — по переписи 2000 года, их было 144,4 млн человек (10,8 % населения КНР). Более того, нарушения системы хукоу носят многолетний характер: по переписи 2010 года, 21,6 млн граждан КНР проживало не по месту постоянной прописки более 5 лет).
Уровень урбанизации в Китае всё ещё довольно низок, и избыточной рабочей силы в селе довольно много. В 90-х годах XX века процент городского населения в Китае ежегодно рос в среднем на 0,91 %. Как предполагается, эти темпы сохранятся и в начале XXI века. По прогнозам ООН, население китайских городов возрастёт к 2030 году до 884 млн Другими словами, оно составит 59,1 % всего населения страны и в целом достигнет к тому времени среднемирового уровня. Самой привлекательной для жизни является южная провинция Гуандун — по данным переписи 2010 года, в ней проживает наибольшее число граждан, имеющих прописку в других провинциях КНР (более 21 млн человек); за ней следуют Чжэцзян (около 12 млн человек), Шанхай (около 9 млн человек), Цзянсу (более 7 млн человек), Пекин (около 7 млн человек), Фуцзянь (более 4 млн человек), Тяньцзинь (около 3 млн человек). Пограничная с Россией провинция Хэйлунцзян малопривлекательна для мигрантов из других регионов (их число в регионе незначительно) и имеет отрицательное сальдо миграции.

### Семейная жизнь
Политика планирования семьи наложила отпечаток на семейную жизнь — 1 января 1981 года вступил в силу «Закон о браке», который установил высокий брачный возраст (22 года для мужчин, 20 лет для женщин). Вступающие в брак до 2003 года должны были проходить обязательный медицинский осмотр (ныне бесплатен и доброволен — у психиатра, нарколога, дерматолога и фтизиатра). 
Полигамия строго запрещена, а с 2001 года также запрещено совместное проживание одного из супругов с лицом противоположного пола.
В восьми из десяти случаев родители нынешних китайцев женились по выбору и одобрению своих профессиональных союзов. Сегодня же[когда?] проживающие в городах молодые китайцы рано приобретают сексуальный опыт. Распространён фактический брак, хотя с 2001 года закон требует, чтобы браки обязательно регистрировали. Внебрачные дети приравнены к рождённым в браке. В 2001 году в стране введено понятие «брачного договора» и чётко прописан перечень доходов и имущества, относимых к «совместно нажитому». Распространена смена нескольких партнёров до брака. Разводы являются обычным делом.
Считается, что на семейных традициях негативно сказывается политика одна семья — один ребёнок, которая создаёт проблему избалованных детей.
С 1 января 2016 года вступил закон о праве иметь двух детей в семье при том, что многие китайские семьи сами отказываются иметь двух детей.

### Иммиграция
По мере роста зарплат, качества и уровня жизни в Китае всё большей проблемой становится иммиграции в страну людей из других более бедных стран Азии и Европы: Таиланда, Мьянмы, Вьетнама, Камбоджи, Лаоса, Индии, Индонезии и т. д. В ближайшие годы в Китае будет расти опасность всё большей иммиграции населения, по экономическим причинам, из стран Юго-Восточной Азии, Центральной Азии и Восточной Европы.

### Социальные слои
В декабре 2001 года Академия общественных наук Китая опубликовала доклад об изучении социальных слоёв современного Китая. Их число сводится к десяти. Это слой лиц, управляющих государством и обществом, менеджеры, частные предприниматели, специальный и технический персонал, канцелярские служащие, индивидуальные промышленники и торговцы, обслуживающий персонал торговли, промышленные рабочие, труженики сельского хозяйства, а также лица без определённых занятий, безработные и полубезработные. Дифференциация в плане социальных слоёв Китая всё больше и больше идёт по линии профессии, что иногда приводит к социальным взрывам.
В список слоёв входят: общественные руководители и государственные служащие на руководящих должностях; управленческие работники, которые обладают определёнными полномочиями, властью, но при этом сами подчиняются вышестоящим органам и руководителям; частные предприниматели, которые занимаются определённой деятельностью для производства и дальнейшего распределения товаров и услуг; специалисты и технический персонал, который занимается в информационных технологиях и близкой к этой сфере деятельности; конторские служащие, офисные работники — так называемые «воротнички»; индивидуальные промышленники и торговцы, которые производят товары и услуги для собственного производства и для продажи более широким слоям населения; работники торговли и обслуживания (кассиры, продавцы, официанты и прочие); производственные рабочие в производственной сфере; работники сельского хозяйства (крестьяне, которые составляют почти 90 % от всего населения); незанятые, безработные или полубезработные граждане, которые проживают в деревнях и городах.

### Язык и письменность
Ханьцы имеют свой собственный разговорный и письменный язык — китайский (севернокитайский, мандаринский; официальная форма путунхуа) — которым пользуются как в стране, так и за её пределами. Общая численность говорящих на нём превышает 1 миллиард человек.
Большинство из 55 национальных меньшинств Китая также имеет свои собственные языки. До начала коммунистического правления, помимо народностей хуэй (дунгане), маньчжуров и шэ, которые употребляли, в основном, китайский язык, на своём национальном языке говорили и писали монголы, тибетцы, уйгуры, корейцы, казахи, сибо, тай, узбеки, киргизы, татары и русские. Свои письменности существовали и у народов наси, мяо, цзинпо, лису, ва, лаху, но широко они не использовались. Остальные 34 этнические группы своих письменностей не имели.
После образования КНР в рамках правительственной программы были созданы и систематизированы письменные языки для 10 этнических групп, включая чжуан, буи, мяо, дун, хани, ли и др., а также была проведена реформа письменности уйгуров, казахов, цзинпо, лаху и тай. Согласно лингвистической классификации, 29 языков Китая относятся к сино-тибетской семье, 17 — к алтайской, 3 — к австроазиатской и 2 — к индоевропейской семье. Распространённый на Тайване язык гаошань относится к малайским языкам. Многие языки Китая плохо изучены и их генетическая принадлежность до сих пор точно не определена.

#### Иероглифы
Китайская письменность — иероглифика — восходит к гадательным костям династии Шан (XVI—XI вв. до н. э.) с вырезанными стилизованными изображениями предметов — символами, заменявшими слова и использовавшимися для предсказаний. Несмотря на изменения в материалах для письма, китайские иероглифы остались почти такими же, какими были в древности. Для чтения газеты необходимо знать не менее 3000 иероглифов, а образованный человек знает более чем 5000 иероглифов. С 1913 года официальным разговорным языком в Китае служит севернокитайский язык (мандаринский; официальная форма путунхуа), однако существует, по крайней мере, 7 региональных идиомов (диалектов) китайского языка, которые сильно различаются по произношению, поэтому в разговоре жители различных частей Китая не понимают друг друга. Тем не менее их объединяет единая иероглифическая система письма.
Китайские иероглифы могут состоять из пиктографических, идеографических и фонетических элементов. Иероглиф может содержать один или несколько радикалов (или ключей), а также дополнительных черт. Ключи могут быть как фонетическими элементами, так и смысловыми: например, в иероглифе 吗 (ма), обозначающем вопросительную частицу общего вопроса, иероглиф 马 (ма, «лошадь») является фонетиком, а в иероглифе 好, обозначающем «хорошо» и произносимым как hǎo, радикал «женщина» 女 сочетается с другим смысловым элементом «сын» 子; значение этого иероглифа, таким образом, заключается в том, что «женщина» и «ребёнок» в семье — это хорошо, к счастью.
С недавнего времени китайцы перешли на упрощённые иероглифы, что заметно облегчило обучение китайскому языку.

#### Языковые семьи народностей Китая
- Сино-тибетская языковая семья
  - Языковые группы чжуан и дун
    - Ветвь языков чжуан-тай: чжуан, буи, тай
    - Ветвь языков дун-шуй: дун, мулао, шуй, маонань
    - Ветвь языков ли: ли

  - Тибето-бирманская языковая группа
    - Ветвь тибетских языков: тибетский, мэньба
    - Языковая ветвь и: носу, лису, наси, хани, лаху, цзино, бай
    - Языковая ветвь цзинпо: цзинпо, дулун
    - Языковая ветвь цян: цян, пуми и другие
    - Не установлена языковая ветвь: лоба, ну, ачаны

  - Китайский язык (севернокитайский; путунхуа): хуэй (дунгане)Уйгуры
- Языковая семья мяо-яо
  - Языковая ветвь яо: яо
  - Не установлена языковая группа и ветвь: туцзя, гэлао
- Алтайская языковая семья (условная)
  - Тюркские языки: уйгурский, саларский, узбекский, казахский, татарский, югурский (яохуры), киргизский
  - Монгольская языковая семья: монгольский, ту, дунсяны, дауры, баоань, югуры
  - Тунгусо-маньчжурская языковая семья: маньчжурский, сибо, эвенкийский, орочонский, нанайский, хэчжэнь
- Австроазиатская семья: ва, бэнлуны, буланы
- Австронезийская семья: гаошань
- Индоевропейская семья
  - Славянская ветвь языков: русский
  - Иранская ветвь языков: таджикский
- Не определена языковая семья, языковая группа и языковая ветвь языка цзин
  - Изолированный язык: корейский

### Религиозный состав
Китайская Народная Республика является светским государством. В то же время, в годы культурной революции религия в Китае была запрещена.
Традиционно в китайской религии и философии сплетаются конфуцианство, даосизм и буддизм. Они благополучно сосуществуют, причём зачастую — в пределах одного храма. Конфуцианство, первым обретшее влияние в Китае, по сути, стало кодексом подчинённости индивида обществу и его ответственности перед ним. Даосизм развивает идеи личного совершенствования и единения с природой; конфуцианскому учению о предопределённости социальных ролей он противопоставляет концепцию относительности. Буддизм, привнесённый в Китай извне и сосредоточенный на развитии духовного начала, выступает альтернативой китайскому прагматизму. Всего 18,2 % населения Китая исповедуют буддизм.
Китай — страна с различными религиозными культами. Хуэй, уйгуры, казахи, киргизы, татары, узбеки, таджики, дунсяне, салары и баоань, а также югуры исповедуют ислам, в то время как религия тибетцев, монголов — буддизм, у некоторых представителей мяо и яо распространено христианство, а у большинства дауров, орочонов и эвенков — шаманизм. Некоторые китайцы (ханьцы) являются приверженцами христианства или буддизма, но большинство верующих исповедует традиционную китайскую религию — даосизм.
В Китае распространён буддизм Махаяны, обещающий избавление от страданий всем, кто его страждет обрести. Просветлённые, или бодхисатвы, остаются в этом мире, чтобы помочь достичь просветления другим. Своими деяниями и набожностью верующие заслуживают общения с бодхисатвами, приближающими их к нирване.
В Китае ислам распространён среди хуэйцев, саларов, дунсянов, баоаньцев, уйгуров, казахов, киргизов, узбеков, татар и таджиков. Количество мусульман по разным оценкам насчитывается от 19,5 до 29 миллионов человек. Высшим органом мусульман в Китае является Китайская исламская ассоциация.
В результате революции и гражданской войны около 100—200 тысяч белоэмигрантов осели в Харбине и в Шанхае. Тем не менее из-за сложных исторических судеб и позиции современных китайских властей деятельность структур Русской Православной Церкви практически заморожена. Религиозное законодательство КНР не позволяет совершать им официальные богослужения, можно только молиться в домах прихожан. Официально в Китае действует один православный приход.
Связи папского престола с Китаем восходят к XIII веку. В настоящее время [когда?] в Китае количество католиков исчисляется несколькими миллионами. Точная цифра неизвестна. В 1951 году коммунистическое руководство страны запретило китайским католикам иметь какие-либо связи с Ватиканом. Однако в конце ХХ — начале XXI века положение стало постепенно изменяться. Власти Китая теперь, как правило, принимают во внимание желания Ватикана, когда назначают католических священников на важные посты. Тем не менее эта практика иногда всё ещё нарушается.

## Крупнейшие города
Начиная с 2000 г., китайские города увеличивались в среднем на 10 % в год. В настоящее время [когда?] в КНР есть более 100 городов с населением свыше одного миллиона жителей.

## Экономика
Экономика КНР на 2018 год занимает первое место в мире по ВВП, рассчитанному по паритету покупательной способности.
C 2014 года ВВП по ППС КНР обогнал ВВП по ППС США; при этом, доля и объём к концу года составили 16,48 % и 17,632 трлн долларов у Китая, против 16,28 % и 17, 416 трлн долларов у США.
Согласно Конституции, КНР является социалистическим государством, но для страны характерно постепенное снижение доли ВВП, создаваемого на государственных предприятиях: с 55 % в 1998 году до 41 % в 2008 году и 30 % в 2011 году. В соответствии с поправками к Конституции, принятыми в 2004 году, частная собственность является «неприкосновенной». Официально КНР называет свой нынешний экономический строй «строительством социализма с китайской спецификой». Оценки отдельных экономистов о формах экономики в Китае сильно разнятся. 40-часовая рабочая неделя была введена только в 1995 году в госсекторе, а ежегодные отпуска (от 5 до 15 дней в зависимости от стажа) были установлены только в 2007 году. Эти трудовые гарантии не распространены, по состоянию на начало 2010-х годов, на крестьян и частные предприятия. С 1980 года Китай входит в группу Всемирного банка.
Начиная с 1980 китайская экономика растёт в среднем на 15 % в год. К концу 1990-х годов темпы экономического роста замедлились до 8 % годовых, но со вступлением КНР во Всемирную торговую организацию в 2001 году приток прямых иностранных инвестиций и расширение экспорта привели к новому ускорению.
По официальным данным, в 2003 году ВВП Китая вырос на 10 %, но, по мнению экспертов, в действительности прирост ВВП мог достигать 10-12 %. Рост объёма внешней торговли в 2005 году составил 23 %.
На 2005 год 80 % китайских заграничных инвестиций сосредоточено в Азии.
Построение рыночной экономики осуществляется в Китае под руководством Коммунистической партии на основе пятилетних планов. Экономика сохраняет свою многоукладность. При высокой доле иностранных инвестиций почти 80 % всех иностранных инвесторов в экономику КНР — это этнические китайцы (хуацяо), проживающие за рубежом. По разным оценкам Китай должен был догнать США в период 2015—2021 годов и даже стать крупнее США в три раза к 2040 году. Были и скептики, полагающие, что этого не случится.
Китай в начале XXI века является первой мировой индустриальной сверхдержавой по объёмам промышленного производства, а также космической и ядерной державой.
Китай лидирует в мире по многим позициям добычи полезных ископаемых (угля, железных, марганцевых, свинцово-цинковых, сурьмяных и вольфрамовых руд, а также древесины) и в значительных масштабах добывает другие полезные ископаемые (нефть, газ, руды редкоземельных металлов, уран). Китай является крупнейшим в мире производителем абсолютного большинства видов промышленной продукции. КНР является крупнейшим мировым автопроизводителем, ежегодно выпускающим автомобилей больше, чем бывшие лидеры США и Япония вместе взятые.
Производство идущего в основном на собственное строительство цемента в Китае превышает США в 80 раз. Китай стал мировым лидером вместо США по числу построенных и строящихся небоскрёбов.
Китайский ВПК производит все виды оружия, включая ядерное и термоядерное, подводные лодки атомные и с баллистическими ракетами, межконтинентальные баллистические ракеты. Китай достроил купленный у Украины авианосец и заложил строительство ещё нескольких авианосцев.
Китай последовательно проводит курс на базовую продовольственную самодостаточность страны, удерживая её в основном на уровне выше 90 %, что способствует успешному решению проблем продовольственной безопасности в стране, которая кормит почти одну пятую населения Земли при использовании менее 9 % мировых пахотных земель.
Не последнюю роль в развитии Китая сыграло наличие свободных экономических зон. В настоящее время [когда?] в КНР действуют 4 специальные экономические зоны (регионы) — Шэньчжэнь, Чжухай, Шаньтоу, Сямэнь, 14 зон свободной (беспошлинной) торговли, 53 зоны высоких и новых технологий (в том числе крупная и современная собственная «силиконовая долина»), более 70 научно-технических зон для специалистов, получивших образование за границей, 38 зон переработки продукции, ориентированной на экспорт.
В качестве примера можно привести данные по региону Шэньчжэнь, который первым получил официальный статус свободной экономической зоны в августе 1980 года. ОЭР Шэньчжэнь — самая быстро развивающаяся зона: в 1979—2008 годах средний ежегодный рост его ВВП составил 31,2 %. Город является первым в Китае по объёмам внешней торговли.
Три из четырёх китайских специальных экономических зон (СЭЗ) — Шэньчжэнь, Чжухай и Шаньтоу — находятся в провинции Гуандун. Отчасти благодаря этому, провинция Гуандун занимает ведущее место на материковом Китае по производству электронной, текстильной, пищевой, фармацевтической продукции и лидирует в сфере производства бытовой техники.
В провинции находятся сборочные заводы таких гигантов, как «Nissan», «Honda» и «Toyota»; в нефтяной и нефтехимической отрасли провинции доминирует китайская корпорация «Sinopec»; среди производителей электроники можно выделить китайские корпорации BBK Electronics, TCL; в регионе также расположено производство Guangzhou Pharmaceutical (GP) — одной из крупнейших аптечных сетей в Китае и проч.
По объёму ВВП, рассчитанному по покупательной способности валют, Китай занимает в настоящее время [когда?] второе место в мире после США. Резко возросли валютные резервы.
Прибрежные провинции на востоке страны в большей степени индустриализированы, в то время как население многих внутренних регионов КНР живёт беднее. Одним из самых бедных регионов страны является Тибет.
Во втором квартале 2013 года рост ВВП КНР показал 7,5 % — это один из самых высоких показателей среди других стран.
В Китае нет единой минимальной заработной платы, она устанавливается каждой провинцией отдельно и варьируется от 1120 юаней ($166,88) и 10,06 юаней ($1,50) в час в Ляонине до 2480 юаней ($369,62) и 22 юаней ($3,28) в час в Шанхае. В городе Шанхай была установлена самая высокая минимальная заработная плата в КНР — 2480 юаней ($369,51), за ним следуют Шэньчжэнь — 2200 юаней ($327,80), и Пекин — 2120 юаней ($315,88) в месяц, соответственно. По состоянию на февраль 2019 года, минимальная месячная заработная плата в Шанхае, Гуандуне, Пекине, Тяньцзине, Цзянсу и Чжэцзяне превысила 2000 юаней ($298). С 1 апреля 2019 минимальный размер оплаты труда в Шанхае для работников, занятых полный рабочий день, составляет 2480 юаней ($369,51) в месяц, тогда как для работников, занятых неполный рабочий день, — 22 юаня ($3,28) в час. В Китае с 1 января 2019 года зарплата менее 5000 юаней ($722.69) в месяц не облагается подоходным налогом. С 1 мая 2019 года минимальная заработная плата в Гонконге для работников, не являющихся иностранной домашней прислугой, составляет HK$37.50 в час ($4,78 в час).
Минимальный размер оплаты труда в частично признанном государстве Китайской республике (Тайвань) с 1 января 2019 года составляет NT$23100 в месяц и NT$150 в час, или около $736.14 (659,18 евро) в месяц и $4.78 (4,28 евро) в час.
Минимальный и средний размер оплаты труда в Китайской республике и Гонконге значительно выше, чем в КНР.
По состоянию на 2019 год, число людей, живущих в КНР ниже национальной черты бедности, составляет около 16,6 миллиона человек, или около 1,7 % населения страны. Правительство КНР поставило цель полностью искоренить бедность к 2020 году.
В связи с растущим демографическим кризисом в Китае, как во многих других развивающихся странах, особенно в посткоммунистических (Россия, Украина, Беларусь и т. д.), при быстром старении общества и низкой рождаемости, экономика Китая может столкнуться с широко обсуждаемой в китайских государственных СМИ проблемой. Китай может постареть быстрее, чем его население разбогатеет, что может привести к замедлению роста уровня жизни в Китае и сближения его по зарплатам с другими развитыми и богатыми экономиками Азии: Японией, Республикой Кореей, Тайванем, Сингапуром, Гонконгом, и, в худшем случае, к экономическому застою, подобному японскому, наблюдаемому в Японии уже два десятилетия. Однако Япония является экономически развитой, богатой страной, с высокими зарплатами, а Китай — лишь развивающейся.

### Сельское хозяйство
Китай с давних пор является аграрной страной, но с 1950-х годов прошлого века он приступил к широкомасштабной индустриализации. В начале 80-х годов доля сельского хозяйства в ВВП составляла примерно 32 %, но затем стала постепенно снижаться и в 2001 году упала до 15,2 %. Сельские труженики, удельный вес которых в общей численности занятых снизился с 70,5 % в 1978 году до 50 %, насчитывают теперь около 365 млн чел.
С 90-х годов XX века Китай занимает первое место в мире по производству зерновых культур (в 2010 году произведено 546 млн тонн зерна), мяса, хлопка, семян рапса, фруктов, листового табака; второе — по производству чая и шерсти; третье либо четвёртое — по производству соевых бобов, сахарного тростника и джута. Однако в среднедушевом расчёте объём продукции невелик.
В Китае большое разнообразие земельных ресурсов, однако гористых местностей много, а равнин мало. Равнины составляют 43 % всей земельной площади страны. Посевные площади Китая занимают по состоянию на 2010 год 155,7 млн га. В 1990-е — 2000-е годы сельское хозяйство Поднебесной развивалось своеобразно — имело место чередование периодов интенсификации (увеличение объёмов производства, в частности за счёт увеличения количества вносимых удобрений) с периодами экстенсивного развития, когда прирост обеспечивался путём расширения посевных площадей. 1990—1995 годы — время интенсивного развития: посевные площади КНР сократились со 113,5 млн га до 110,5 га, а объём внесённых химических удобрений вырос с 25,9 млн тонн до 35,4 млн тонн. В этот период также была увеличена товарность сельского хозяйства путём значительного расширения площади фруктовых садов с 5,2 млн га до 8,1 млн га. 1995—2000 годы — время замедления интенсификации и повышение роли экстенсивных методов: в это время резко возросли посевные площади со 110,1 млн га до 156,3 млн га, при этом годовой объём внесённых химических удобрений увеличился в меньшей степени с 35,4 млн тонн до 41,5 млн тонн. Также в 1995—2000 годах произошло резкое сокращение занятых в сельском хозяйстве — с 916,8 млн человек до 479,6 млн человек.
За 2000—2010 годы в сельском хозяйстве КНР практически не изменились численность рабочей силы (482,3 млн человек в 2010 году), объём вносимых ежегодно удобрений (42,5 млн тонн в 2010 году), посевные площади сельскохозяйственных культур (155,7 млн га в 2010 году) и фруктовых садов (9,0 млн га в 2010 году). В Китае земля является государственной и коллективной собственностью. В конце 1978 года и прежде всего в деревне началась реформа. Благодаря ей быстро распространилась новая хозяйственная система — семейная подрядная ответственность, связанная с результатами производства. Доля кооперированных хозяйств невелика — лишь 9,8 % крестьянских дворов КНР к 2005 году. В стране в 2010 году насчитывалось 244,3 млн крестьянских дворов.
У Китая огромная прибрежная морская полоса. Его мелководные рыбные угодья занимают 1500 тыс. км² и составляют четверть всех мировых мелководных угодий.
Чтобы повысить активность крестьян в производстве зерна, в марте 2004 года Госсовет КНР объявил о решении отменить сельскохозяйственный налог в течение ближайших 5 лет.

### Энергетика
Ярким показателем экономического роста страны является потребление энергоносителей. Так, например, потребление нефти в Китае за 40 лет с начала 1960-х годов увеличилось более чем в 25 раз, составив в 2005 году, по данным Государственного статистического управления КНР, 300 млн тонн. По данным IEA, в 2013 году Китай потреблял 13,62 млн баррелей в день.
Потребление природного газа КНР в 2005 году составило 50 млрд м³, а в 2015 г. — 170 млрд м³.
Китай занимает первое место по производству и потреблению электроэнергии. В 2012 году в КНР было произведено 4985 млрд кВт⋅ч электроэнергии, что составляет 22 % от мирового производства. Имеются одни из крупнейших в мире ГЭС, а также большая программа строительства АЭС. Благодаря этому в 2000—2010 годы доля гидро-, атомной и ветроэнергетики в общем потреблении возросла с 2,2 % до 3,7 %.
В 2000—2010 года в Китае резко увеличилась доля угля в потребляемых энергоресурсах — с 57,1 % до 70,5 %, а доля традиционного топлива упала с 18,6 % до 4,2 %. Особенностью КНР является то, что почти всю добычу углеводородов в стране контролируют три государственные корпорации «China National Petroleum Corporation», «Sinopec Group», «China National Offshore Oil Corporation», которые в 2013 году добыли 98,7 % нефти и 97,8 % природного газа Поднебесной. Среди этой тройки выделялась в 2013 году «Sinopec», которая добыла 64,7 % нефти и 75,8 % природного газа КНР.

### Финансовая система
Китай обладает одной из важнейших мировых валют. Имеет половину мировых валютных резервов. Денежная единица Китая — юань жэньминьби (кит. упр. 元, пиньинь yuán, 人民币, rénmínbì). При этом само по себе слово «юань» является вспомогательной счётной лексической единицей, которая в китайском языке применяется и к иностранным валютам, например, к доллару США (мэй юань, 美元), японской иене (жи юань, 日元), евро (оу юань, 欧元).
Банковская система Китая состоит из Центрального банка, «политических» (то есть некоммерческих) банков, государственных коммерческих банков, акционерных банков, городских коммерческих банков и небанковских финансовых учреждений в лице городских и сельских кредитных кооперативов, а также инвестиционных траст-компаний.
В китайском языке «юанем» называют базовую единицу любой валюты, например, доллар США — это «мэй юань». Но в международном контексте это слово обозначает юань КНР — или, реже, одну из других валют китайскоязычных государств (регионов) — тайваньский доллар, гонконгский доллар и Макаоскую патаку.
Юань КНР — базовая единица китайской денежной системы жэньминьби (人民币, пиньинь: Rénmínbì (RMB) или в дословном переводе «народные деньги»). Международное обозначение валюты по ISO 4217 — CNY.
Один юань делится на 10 цзяо, которые, в свою очередь, делятся на 10 фэней (фэнь практически вышел из обращения). Например, сумма в 3,14 юаня произносится как 3 юань 1 цзяо 4 фэня. Слова цзяо и фэнь также обозначают десятичные приставки 10−1 и 10−2, соответственно.
Юани имеют хождение в виде бумажных купюр и монет. Кроме того, в обороте существуют купюры как нового, так и старого образца.
С 1994 года китайские власти законсервировали курс юаня на уровне $1/8, 28 юаня. В последнее время, однако, Китай находился под нарастающим давлением со стороны стран ЕС, Японии и особенно США, настаивавших на либерализации курса юаня. По их мнению, курс юаня занижен и в результате китайские товары получают дополнительное конкурентное преимущество. Пассивное сальдо США в торговле с Китаем составило $162 млрд в 2004 году, а в I квартале 2005 года увеличилось ещё на 40 % по отношению к аналогичному прошлогоднему периоду.
21 июля 2005 года Китай отказался от привязки юаня к доллару и поднял курс национальной валюты на 2 %. Курс юаня теперь будет определяться исходя из его отношения к бивалютной корзине (на 5 июля 2014 года курс составлял 6,21 юаня за 1 доллар США).
По мнению китайских экспертов, привязка к корзине валют сделает курс юаня более чутким к мировой экономической конъюнктуре, но при этом не создаст угрозы устойчивости финансовой системы страны.
Китай планирует сделать юань резервной валютой.
China UnionPay (CUP) — единственная национальная платёжная система Китая. Она была основана в 2002 году при поддержке Центрального банка КНР. Компания China UnionPay объединяет около 300 кредитных организаций во всём мире, сама платёжная система работает в 177 странах и регионах мира (по состоянию на 2019 год). Количество платёжных карт в обращении в мире к концу 2017 года достигло 15 млрд, наибольшая доля (44 %) принадлежала UnionPay.

### Внешняя торговля
Внешний товарооборот Китая по итогам 2018 года показал рекордные результаты и достиг цифры в 4,62 триллиона долларов, что на 12,6 % выше, чем в 2017 году. Товары с пометкой «сделано в Китае» ныне можно встретить по всему миру; страна в XXI веке стала «мировой фабрикой». Крупнейший в мире экспортёр — Китай первенствует по объёму экспорта свыше 100 видов продукции. В Китае выпускается более 50 % продаваемых в мире фотоаппаратов, 30 % кондиционеров, 25 % стиральных машин и примерно 20 % холодильников.
Кроме того, согласно таможенной статистике, Китай уже много лет подряд является первым экспортёром текстильных изделий, одежды, обуви, часов, велосипедов, швейных машин и других видов трудоёмкой продукции.
Важнейшим торговым партнёром КНР являются в 2014 году, по данным китайской таможни, ЕС (товарооборот — 600 млрд долларов) и США (521 млрд долларов). В 2000—2012 годах экспорт США в КНР вырос с 16,2 млрд долларов до 110,5 млрд долларов, а импорт из Китая со 100,0 млрд долларов до 425,6 млрд долларов. Основные статьи американского экспорта в КНР (2012 год — в скобках указана стоимость данной группы товаров в млрд долларов): соевые бобы (14,9), гражданские самолёты, двигатели, оборудование и их части (8,4), легковые автомобили (5,7), медь (4,4), полупроводники (3,9). Китайский экспорт в Штаты представлен компьютерным оборудованием (в 2012 году на КНР пришлось 62,2 % от всего компьютерного оборудования, ввезённого в США).
Китай также стал крупнейшим игроком на рынках Европы и России.
Объём внешней торговли к 2004 году превысил 850 млрд долл.
В 2008—2012 годах Китай резко нарастил импорт сырой нефти (со 180,4 млн тонн до 273,8 млн тонн), угля (с 41 млн тонн до 289 млн тонн), природного газа (с 3,3 млн тонн до 30,3 млн тонн), железной руды (с 444 млн тонн до 720 млн тонн).

### Китайские инвестиции за рубежом
В 2002 году в КНР объявлена стратегия «выхода за рубеж», в результате чего доля прямых зарубежных инвестиций Китая выросла: в 2002 году Поднебесная направила за границу прямых инвестиций на сумму 6,9 млрд долларов (0,47 % от общемирового объёма), а в 2012 году уже 84,2 млрд долларов (6,05 % от мирового экспорта инвестиций). Особенностью КНР является то, что преобладающая доля экспортируемых Поднебесной прямых инвестиций приходится на государственные предприятия (70,5 % от всех прямых инвестиций страны за границу в 2010 году). Географически прямые инвестиции КНР распределялись следующим образом (2010 год): 65,2 % пришлось на страны Азии (в основном, в Гонконг — 54,7 % всего экспорта инвестиций Китая), 15,3 % — на Латинскую Америку, 9,8 % — на Европу.

### Транспорт в Китае
По состоянию на конец 2017 года Китай имел 4,77 млн км автомобильных дорог, включая 136,5 тыс. км автострад, по последнему показателю страна оказалась на первом месте в мире. К концу 2018 года общая длина сети скоростных автомагистралей Китая достигла 142 500 км, по длине крупнейшая в мире система скоростных автомагистралей, превзойдя общую длину американской межгосударственной системы автомагистралей в 2011 году (77 556 км в США). Многие из основных скоростных автомагистралей параллельны маршруту старых китайских национальных автомагистралей.
Протяжённость железнодорожной сети «China Railways» составляла на конец 2013 года 103,1 тыс. км (в 2010 году прирост составил 4 тыс. км). В 1990 году в КНР было только 57,9 тыс. км железных дорог.
В 2006 году была введена в строй самая высокогорная железная дорога в Тибете (до 5072 м над уровнем моря) стоимостью $4,2 млрд В Китае крупнейшая в мире сеть скоростных и высокоскоростных железных дорог, превышающая таковые в Японии и Европе вместе взятые. КНР обладает первой и крупнейшей в мире высокоскоростной регулярной линией маглева и имеет наибольшее в мире количество действующих, а также строящихся и планируемых метрополитенов (около шести десятков).
В 2022 году Китай запустил новый грузовой железнодорожный маршрут для грузовых поездов из города Сиань в город Мангейм в Германии.

#### Высокоскоростные железные дороги Китая
Скоростные и высокоскоростные дороги Китая включают: модернизированные обычные железнодорожные линии, новые линии, построенные специально для движения высокоскоростных поездов, а также первые в мире коммерческие линии для движения поездов на магнитной подушке.
По состоянию на сентябрь 2013 г. общая протяжённость таких дорог в КНР составила более 10463 км (1-е место в мире по длине), с максимальной скоростью движения поездов 380 км/ч. В настоящее время[когда?] в Китае наблюдается бум высокоскоростного железнодорожного строительства. При поддержке государства и благодаря специальным мерам стимулирования ожидается, что к концу 12-го пятилетнего плана в 2015 году суммарная протяжённость высокоскоростной железнодорожной сети достигнет 18000 км.
В технологическом плане организация высокоскоростного железнодорожного сообщения происходит за счёт соглашений по передаче технологий от зарекомендовавших себя зарубежных производителей, таких, как Бомбардье, Алстом и Кавасаки. Перенимая зарубежные технологии, Китай стремится на основе их сделать собственные разработки. Примером является разработки поездов серии CRH-380A, на котором установлен рекорд для высокоскоростных дорог Китая, около 500 км/ч, произведённых в Китае и развивающих скорость свыше 380 км/ч и с 2010 г. находящихся в стадии эксплуатации. Сообщается также, что новый поезд Пекин — Шанхай будет разработан китайской компанией Шагун Рейл Виклз и пущен до 2012 г.

#### Водный транспорт
Включает в себя морские внешнеторговые и внутренние перевозки, а также грузоперевозки по наиболее крупным внутренним рекам. Водный транспорт сосредоточен на юго-восточном приморье и южных районах. Его доля в общем грузообороте поднялась с 42 процентов в 1980 году до 53,2 процента в 2001 году. Общая протяжённость внутренних рек Китая превышает 110 тыс. км, а общая протяжённость судоходных фарватеров — 7,8 тыс. км. По состоянию на конец 2008 года, морской торговый флот КНР насчитывал 20925 судов общим тоннажем 44 млн тонн, а внутренний водный транспорт — около 230 тыс. судов с совокупным тоннажем более 50 млн тонн. В 1994 году иностранных инвесторов допустили к морским перевозкам, в 1998 году — ко внутренним. В 2000 году разрешили создавать полностью иностранные предприятия в судоходстве.

#### Воздушный транспорт
Гражданская авиация Китая (Гражданская авиация)
До конца XX века полёт на самолёте был у китайцев признаком положения и богатства. Сейчас частота рейсов между городами всё больше растёт. Теперь[когда?] из Пекина в Шанхай ежедневно совершается более 40 рейсов.
В Китае насчитывается 980 линий внутренних воздушных перевозок, 130 международных линий и 24 линии региональных авиаперевозок. Наиболее развит авиатранспорт в районе к востоку от линии Харбин-Пекин- Сиань-Чэнду-Куньмин. Наибольшей плотностью авиалиний отличаются Пекин, Шанхай и Гуанчжоу с прилегающим районом дельты реки Чжуцзян. 135 китайских городов имеют аэродромы гражданского назначения. Пекин является узловым пунктом в сети международных авиалиний, международные авиалинии проходят через Шанхай, Гуанчжоу, Урумчи, Дальний, Куньмин, Сямэнь, а далее уходят за рубеж в восточном, западном и южном направлениях. По ним можно долететь до Японии, Северной Америки, Среднего Востока, Европы, Южной Азии, Юго-Восточной Азии и Австралии.
Создание гражданских аэропортов пережило бум в развитии в 1990—1995 годы, когда их число возросло с 94 до 139 единиц, затем последовала стабилизация и в 2005 году в стране было только 135 гражданских аэропортов, но в 2005—2009 годы их число выросло до 165 единиц. Число пассажиров авиарейсов также значительно колебалось по годам: 1990 год — 138,27 млн, 1995 год — 59,68 млн, 2000 год — 185,76 млн, 2005 год — 192,51 млн, 2009 год — 230,52 млн.
9 декабря 2022 года китайская авиакомпания China Eastern Airlines получила первый крупный пассажирский самолёт произведённый в Китае — C919. Самолёт был произведён компанией Commercial Aircraft Corporation, разработки начались в 2008 году, самолёт вмещает 164 пассажира.

### Связь в Китае
Уровень телефонизации Китая в 1991 году составлял лишь 1,29 %, а в 2002 году он уже достиг 30 %. К концу января 2013 года количество абонентов проводной связи достигло 280 млн и является самым большим в мире.

#### Мобильная связь
Число абонентов мобильной телефонной связи, составлявшее в 1990 году лишь 18 тыс., к концу января 2013 года поднялось до 1,12 млрд, став наивысшим в мире.

### Туризм
В 2013 году туризм дал 5,2 % ВВП страны (из них 4,6 % ВВП — внутренний туризм), в этой сфере и сопутствующих ей было занято более 64 млн человек. В 2013 году состоялось 98,18 млн поездок за рубеж (самыми популярными стали Южная Корея, Таиланд и США). В 2013 году страну посетили 26,29 млн иностранных туристов (в 1990 году — только 1,75 млн), больше всего — из России, США и Филиппин. В 2013 году было также зафиксировано 97,63 млн прибытий людей из Гонконга и Макао, и 5,16 млн — из Тайваня.
В 1985 году было разрешено создание турфирм частной и коллективной форм собственности. При этом частным агентствам было разрешено работать только со внутренними туристами, а фирмам коллективной собственности — также с китайскими эмигрантами и зарубежными соотечественниками. В 2009 году разрешено создание туристических фирм со 100 % иностранным капиталом (за исключением деятельности по выезду китайских туристов за рубеж), а также совместных с китайцами турагентств. В 2012 году в КНР иностранный капитал участвовал в 327 отелях, а ещё в 340 — капитал из Гонконга, Макао и Тайваня. Это сравнительно немного, если учесть, что в стране в том же году было 11 687 отелей разного класса, в том числе 3328 государственных.
Начало выездного туризма приходится в КНР на 1983 году, когда жителям Китая было дозволено посещать за свой счёт родственников и друзей в Гонконге. В 1990 году были разрешены самостоятельные поездки в Сингапур, Малайзию и Таиланд, а в 1997 году — в Австралию и Новую Зеландию. В 2002 году китайцам были разрешены поездки в 22 страны, в 2005 году — уже в 66 государств, в 2013 году — в 114 государств и территорий. В 2008 году туристические поездки были разрешены китайским гражданам в США. Долгое время поездки за рубеж осуществлялись только группами, и лишь в 2003 году были разрешены индивидуальные туры (только в Гонконг и Макао). С 2007 года было разрешено, но только в составе туристических групп, посещать Тайвань, и только за 2012 год остров посетили 2,42 млн человек из КНР.
Согласно статистике Всемирной туристской организации ООН (UNWTO) по международному турпотоку в 2017 году, Китай с 60,7 млн посетителями занял четвёртое место после США, Испании и Франции.

## Культура и искусство
Культура Китая — одна из самых древних и самобытных в мире, она оказала большое влияние на развитие культуры многочисленных соседних народов, населявших обширные территории позднейших Монголии, Тибета, Индокитая, Кореи и Японии.
Каллиграфия вывела обычное китайское письмо на уровень художественной формы искусства и традиционно приравнивается к живописи и поэзии, как метод самовыражения. Поскольку иероглифические изображения ограничены небольшим количеством черт (линий), индивидуальный стиль художника определяют их толщина, угол изгиба и придаваемый рисункам динамизм. Основные элементы каллиграфии, которые китайцы называют «четырьмя сокровищами знания» — это тушь, камень (тушечница), кисти и бумага.
Наблюдавшие за небом в древнем Китае астрономы создали своё представление о небосводе — китайские созвездия упоминаются в традиционной китайской культуре и сильно отличаются от современных созвездий, основанных на древнегреческой астрономии. В честь Китая был назван астероид (139) Жуйхуа, открытый 10 октября 1874 года канадо-американским астрономом Джеймсом Уотсоном в Пекине. В переводе с китайского название астероида означает «Звезда счастья Китая». В честь Китая назван также астероид (1125) Китай, открытый 30 октября 1957 года китайским астрономом Чжан Юйчжо.
Китайский гороскоп заключается в том, что каждый год в Китае ассоциируется с одним из 12 животных, имеющих особый символ и составляющих повторяющийся астрологический цикл. В преддверии Нового года у китайцев принято говорить, например, о приходе «года собаки». В китайской астрологии человеку, рождённому под знаком определённого животного, приписываются особенности, присущие этому животному.

### Китайские изобретения
Печатные книги, фарфор, шёлк, зеркала, зонты и бумажные змеи — это лишь малая доля тех предметов повседневности, изобретённых китайцами и используемых людьми по сей день во всём мире. Китайцы разработали технологию производства фарфора за тысячу лет до европейцев, а два самых известных китайских изобретения появились благодаря философии. В поисках эликсира бессмертия даосские алхимики случайно вывели формулу пороха, а магнитный компас был создан на основе инструмента, применявшегося для геомантии и фэншуй.
Изобретение подвижного шрифта не оказало значительного влияния на китайское общество, и большинство печатников продолжали использовать прежние формы. В Европе изобретение подвижного шрифта произвело революцию. Оперировать 30 печатными формами латинского алфавита проще, чем 3000 и более для иероглифов, использующихся при выпуске китайской газеты. Выполнение оттисков иероглифов на одной печатной форме требует намного больше усилий и затрат.
Несмотря на то, что керамика в Китае известна издревле, только в бронзовом веке (1500—400 гг. до н. э.) китайцы научились получать особенно прочный клей и делать печи для высокотемпературного обжига, позволившие им изготавливать более прочную, иногда глазурованную глиняную посуду. Настоящий же фарфор в Китае появился только в эпоху Суй.

### Философия
Влияние китайской философии, части восточной философии, на культуры Китая, Японии, Кореи, Вьетнама равнозначно влиянию древнегреческой философии на Европу. Распространены: конфуцианство, даосизм, моизм, буддизм.

### Музыка и танцы
Музыка Китая насчитывает несколько тысячелетий своего развития. Она испытала воздействие музыкальных традиций Среднего Востока, Центральной и Южной Азии, Юго-восточной Азии. Она также впитала элементы музыки народов, входивших в состав китайского государства (уйгуров, тибетцев, монголов, чжурчженей, маньчжуров и т. д.), и в свою очередь оказала значительное влияние на музыку Кореи, Японии, некоторых народов Юго-восточной Азии и бассейна Тихого океана. Китайская музыка с древности развивалась под воздействием религиозных и философско-идеологических доктрин.
Опера

### Театр
- Кукольный театр Китая

### Кинематограф
Существует предположение, что первоначально кинематограф в Китае рассматривался как вид древнего искусства театр теней, поэтому кинофильм по-китайски называется «электрические тени». Первая демонстрация «движущихся картинок» в Китае состоялась 11 августа 1896 года в Шанхае — городе, который на долгие годы стал центром кинематографа Китая. Первая кинокомпания в Китае, «Азия Фильм» (China Cinema Company, aka Asia Film)? была основана в 1909 году.
После образования КНР в 1949 году новые власти стали уделять кинематографу особое внимание (а начиная с 1951 года старые китайские фильмы, а также кинопродукция Голливуда и Гонконга были запрещены), при этом усиление идеологического контроля после объявления Мао Цзэдуном курса на борьбу с правыми элементами заметно ослабило художественную ценность китайских фильмов. Во время Культурной революции кинопроизводство подверглось серьёзным ограничениям. Практически все снятые раньше фильмы были запрещены, некоторые режиссёры подверглись репрессиям.
Середина 1980-х годов отмечена появлением так называемого «пятого поколения китайских кинорежиссёров» (первый, после Культурной революции, выпуск Пекинской киноакадемии). Кинорежиссёров КНР, выдвинувшихся в 1990-е годы, называют «шестым поколением китайского кинематографа» (ещё их иногда называют «поколением вернувшихся кинолюбителей», так как отсутствие крупного бюджетного финансирования или иных форм поддержки привело к тому, что быстро снимались малобюджетные фильмы, зачастую с использованием самых дешёвых средств). После воссоединения Гонконга и Макао с КНР в 1997 году стало появляться всё больше совместных фильмов, работу над которыми совместно вели представители КНР, Гонконга и Тайваня.

### СМИ
Иновещание:
- Международное радио Китая — международная государственная радиостанция Китая, базирующаяся в Пекине, вещающая на коротких и средних волнах, УКВ (FM), через спутник и Интернет. Международное радио Китая вещает на 62 языках мира, включая русский.
- CCTV-Русский — международный телеканал «Центрального телевидения Китая» (ЦТК), вещающий на русском языке. Благодаря запуску телеканала «CCTV-Русский» китайское телерадиовещание для заграницы стало абсолютным лидером в мире по количеству иностранных языков вещания и количеству отдельных телеканалов на иностранных языках.

### Наука и техника
Печатные книги, фарфор (см. Китайский фарфор), шёлк, порох, магнитный компас, зеркала, зонтики и бумажные змеи — это лишь малая доля тех предметов нашей повседневности, которые были изобретены китайцами и которыми люди пользуются и по сей день во всём мире. (см. Список изобретений, сделанных в Китае)
Сейчас Китай лидер (наряду с США) в значимых областях науки. В 2020 году Китай потратил на научно-исследовательские и опытно-конструкторские работы (НИОКР) 582,8 млрд $ США (по ППС), что несколько меньше, чем израсходовали США (720,9 млрд $), но больше совокупных расходов Японии, Германии, Южной Кореи, Франции и Великобритании. В 2022 году Китай занял второе место по тратам (ППС) на НИОКР, расположившись между США и Евросоюзом. Расходы на НИОКР в 2023 году достигли 3,33571 трлн юаней, что составило 2,65 % от ВВП государства. Мировой лидер по количеству патентных заявок. Особенностью Китая стало активное использование «иностранных мозгов»: число зарубежных учёных в исследовательских центрах Поднебесной, выросло с 1989 по 2009 год с 2,5 тыс. до 480 тыс. человек (всего в конце 2000-х годов в КНР трудилось около 1,6 млн учёных). В 2024 году Китай удостоился первого места в рейтинге Nature Index и получил 11 место в Глобальном инновационном индексе. В Китае разместились 26 из 100 ведущих научно-технологических кластеров мира, три из которых вошли в лидирующую десятку рейтинга: Шэньчжэнь — Гонконг — Гуанчжоу (2 место), Пекин (3 место), Шанхай — Сучжоу (5 место) и Нанкин (9 место).
- Китайская академия наук (КАН) занимается развитием математики, физики, химии, медицины, наук о земле, информационными технологиями, биотехнологиями и пр.
- Китайская академия инженерных наук занимается машиностроением, металлургией, строительством, сельским хозяйством, лёгкой и тяжёлой промышленностью, транспортом.
- Китайская академия общественных наук (КАОН) сосредоточена на экономике, истории, философии, праве, международных отношениях, социологии.
- Китайская академия космических технологий является основным центром разработки и производства космических аппаратов в стране.

Космическая программа Китая: располагая многопрофильной космонавтикой, с 2003 года Китай стал третьей в мире космической сверхдержавой, самостоятельно проводящей пилотируемые полёты. С 1990 года КНР начала коммерческие запуски и в 1990—2012 годах китайские ракеты-носители вывели на орбиту 43 иностранных спутника. С 2010 года, уступая только России, Китай ежегодно производит больше космических запусков, чем США. По состоянию на июль 2012 года, КНР занимал третье место в мире (после США и России) по числу функционирующих искусственных спутников Земли (96, в том числе 87 выведены на орбиту китайскими ракетами-носителями). В 2021 году КНР запустила собственную орбитальную станцию.

### Образование
В 1916 году в Китае существовала целая сеть учебных заведений, в том числе 11 университетов и 72 иностранные школы, из них 66 русских (в Харбине и на КВЖД). К моменту провозглашения КНР сеть высших школ резко возросла (в 1949 году в стране насчитывалось около 200 университетов и колледжей), однако неграмотность составляла 90 %. В начале 1950-х годов частное образование было ликвидировано, а уровень грамотности повысился к 1956 году до 22 %. В период «большого скачка» и «культурной революции» большинство университетов было закрыто.
В 1978 году введены 10-летнее общее образование (5 лет начальное и 5 лет среднее), а также Единый государственный экзамен для поступления в вузы.
В 1986 году принят Закон об обязательном обучении, который освободил обучающихся первых 9 классов от платы за учёбу, но не от других расходов (на учебники, административные и другие).
В 2001 году было объявлено о начале Программы «Закрытия и слияния школ», в результате чего число начальных школ (считая учебные пункты, дающие образование только 1—4 классов) сократилось в 2001—2012 годов с 491,27 тыс. до 228,58 тыс., а число учащихся в них уменьшилось с 125,43 млн до 96,95 млн. Укрупнение коснулось как средних школ 1-й ступени (их число уменьшилось), так и 2-ю ступень среднего образования: число школ этого уровня уменьшилось.
С 2006 года дети из нуждающихся семей получили право на освобождение от платы за учебники и иных взносов и на пособие для оплаты общежития.
В 2008 году в Китае было в целом введено бесплатное всеобщее и обязательное 9-летнее образование.
В 2009 году расходы на образование составили 12,0 % бюджета страны; в 2000—2011 годах доля государственных ассигнований в общем финансировании образования возросла с 66,5 % до 77,8 %. Особенно резкий скачок этого показателя произошёл в 2005—2011 годах, когда он возрос с 61,3 % до 77,8 %. В 2011 году были выделены стипендии 78,7 млн учащихся на общую сумму в 98,6 млрд юаней (70 % из общей суммы стипендий было предоставлено из государственного бюджета).
Высшее образование
ВУЗы Китая считаются одними из лучших в Азии. Дипломы, выданные многими из них, высоко ценятся в Европе и Америке. Китайское руководство делает очень многое для развития национальной высшей школы. Сегодня большая часть китайских ВУЗов — это огромные высокотехнологичные научные комплексы с библиотеками, музеями и современными лабораториями. Для чтения лекций в университеты часто приглашают лучших профессоров со всего мира. В становлении китайского высшего образования значительную роль сыграло привлечение иностранцев.
Также, большую роль играет выезд граждан для обучения за рубежом — в 2011 году за границей учились 1,44 млн китайских студентов.
Все ВУЗы Китая разделены на несколько категорий, в зависимости от престижа и качества обучения. Выпускники школ, готовящиеся к поступлению в университет, сдают единый экзамен, результаты которого оцениваются по стобалльной шкале.  По состоянию на начало 2010-х годов, все студенты вузов КНР были должны платить за учёбу, а выпускники не подлежали распределению (только те, кто заключил трудовой контракт на работу, после выпуска не могли самостоятельно выбирать место работы).
Правительство поддерживает частные образовательные организации. Первый «Закон о поощрении частного образования» вступил в силу с 1 сентября 2003 года.
На конец 2004 года насчитывалось более 70 тысяч частных школ разных типов и уровня, с общим контингентом 14,16 миллиона учащихся, в том числе 1279 частных высших учебных заведений с общим контингентом 1,81 миллион студентов. Частное образование занимает более половины всего образовательного сектора Китая.

### Спорт
Китай обладает одной из старейших спортивных культур в мире. Существуют свидетельства о том, что в Китае ещё в древние времена играли в некую игру с кожаным мячом, наподобие современного футбола. Сейчас физическая подготовка широко распространена в китайской культуре.
Помимо футбола, самыми популярными спортивными состязаниями в стране являются настольный теннис, спортивная гимнастика и прыжки на батуте, лёгкая атлетика, бадминтон, плавание, прыжки в воду, фигурное катание, тяжёлая атлетика, шорт-трек, пулевая стрельба, конькобежный спорт, баскетбол, бильярд, вэйци, боевые и военные искусства. Крупнейший издатель спортивной литературы в стране China Sports Publications Corporation выпускает множество спортивных книг, газет и журналов. С 2004 года на международном автодроме Шанхая проводится гонка «Гран-при Китая» в классе «Формула-1».
С 2000 года Китай неизменно завершает летние Олимпийские игры в тройке лидеров неофициального медального зачёта. В августе 2008 года Китай впервые в истории принимал Олимпийские игры, на соревнованиях в Пекине китайские спортсмены впервые стали лидерами неофициального медального зачёта, завоевав 48 золотых медалей и опередив на 12 золотых команду США. Это была первая в истории победа азиатской страны в медальном зачёте Олимпийских игр. Сборная Китая является самой успешной командой на Олимпийских играх в настольном теннисе, бадминтоне и прыжках на батуте. На зимних Олимпийских играх успехи сборной Китая долгое время были гораздо скромнее, обычно команда ограничивалась 2-3 золотыми медалями. В 2015 году Китай получил право проведения XXIV зимних Олимпийских игр, которые прошли в феврале 2022 года. Сборная Китая выиграла 9 золотых медалей и заняла третье место в неофициальном медальном зачёте, уступив только сборным Норвегии и Германии. На зимних Играх китайцы основную часть своих медалей выигрывали в шорт-треке и фристайле.
Китай неизменно занимает первое место в неофициальном зачёте летних Азиатских игр с 1982 года, включая 1990 и 2010 годы, когда Игры проходили в Китае. На зимних Азиатских играх китайцы были лучшими на тех Играх, которые проходили в их стране (1996 и 2007), а также стали первыми в 1999 году в Республике Корее.

### Китайская кухня
Китайская кухня имеет древнюю историю и богатые традиции. В каждом районе страны свои особенности. Южная кантонская кухня славится рыбными блюдами и блюдами из морепродуктов, хуайянская — очень острыми и экзотичными блюдами. Пекинская кухня известна уткой по-пекински и тушёным мясом с овощами.
Рис всегда имел огромное значение для китайцев — и как основной пищевой продукт, и как техническая культура. Считается, что традиция культивирования риса в Южном Китае зародилась около 10 тыс. лет до н. э., хотя метод устройства заливных полей, требующий масштабных ирригационных работ, достиг совершенства по прошествии тысяч лет. Сегодня рис выращивается в Китае почти повсеместно. Китайский рис составляет 35 % мировой продукции.

### Праздники
- Китайский новый год

### Культурные и исторические памятники
- Великая Китайская стена протянулась на 8851,8 км через весь Северный Китай. Сооружение стены началось в IV—III вв. до н. э., далее строительные работы продолжались и были завершены в III в. н. э. В настоящее время[когда?] в своей западной части Великая стена сохраняет первоначальную форму, в восточной же части сильно разрушена и местами представляет только земляной вал.
- Императорский дворец, находящийся в самом центре Пекина (известен также как Запретный город, так как на протяжении 500 лет его истории здесь мог жить только император и его семья, а придворные, чиновники и все остальные жили за его стенами, и до 1925 года простым смертным вход сюда был запрещён), резиденция 24 китайских императоров. Построен в 1406—1420 гг. Общая площадь в 720 тыс. м², в нём находится 9999 комнат. Он окружён стеной длиной 3400 м и рвом с водой, которая называется «Золотая вода». Занесён ЮНЕСКО в список всемирного наследия человечества в 1987 году.
- Мавзолей императора Цинь Шихуанди и «терракотовая армия» находится в 35 км от города Сианя (провинция Шэньси), построен в 221—210 гг. до н. э. для первого императора объединённого Китая. В подземном дворце размещается более 400 захоронений, его площадь — более 56,25 км². Главный экспонат комплекса — терракотовая армия, случайно обнаруженная местными крестьянами в 1974 году; в трёх сводчатых подземных камерах находятся в общей сложности фигуры около 7400 солдат и лошадей и 90 военных колесниц — практически вся императорская армия. Сиань включён в список ЮНЕСКО в 1987 году.

## Социальные проблемы
В начале XXI века, несмотря на экономический рост, Китай столкнулся с рядом серьёзных экономических, экологических и социальных проблем: увеличился разрыв в доходах между богатыми и бедными, выросла разница в развитии села и города, западных и восточных (особенно прибрежных) районов, увеличилась безработица.
Согласно социальному опросу (октябрь 2013), почти три четверти китайской общественности считает, что в ближайшее десятилетие разрыв между богатыми и бедными будет увеличиваться, и лишь каждый десятый из опрошенных — что ситуация улучшится и будет сформирован средний класс.
Вопрос социального расслоения между богатыми и бедными в настоящее время (2013 год) стал самым волнующим население Китая (ранее таковым являлся вопрос цен на продукты и жильё). В рейтинге журнала Forbes (от 2015 года) количество долларовых миллиардеров в Китае составляет 213 человек; по количеству миллиардеров Китай находится на втором месте в мире после США.

### Безработица
Уровень зарегистрированной безработицы среди городского населения Китая в 2019—2022 годах колебался в районе 4,7-6,2 % трудоспособного населения. При определении численности безработных официальная статистика учитывает только горожан, состоящих на учёте и получающих пособие по безработице. Не рассматриваются в КНР как безработные сельские жители (около половины населения страны), сяган (получающие пособие по безработице сокращённые работники государственных предприятий), мужчины старше 50 лет и женщины старше 45 лет. В КНР по состоянию на 2010 год право на пособие по безработице имеет лишь горожанин, который, работая, платил специальный страховой взнос, причём период выплаты пособия зависит от продолжительности уплаты этого взноса.

### Терроризм
Терроризм является одной из важнейших проблем КНР. Терроризм в Китае имеет разные корни, соответственно и цели терактов разные, в прошлом это были политические цели, борьба за власть в стране регионе, в других случаях как проявление межнациональных и межрелигиозных конфликтов, несогласие регионов с национальными меньшинствами с политикой центра. Регионом в современном Китае откуда длительное время исходила террористическая опасность, неподчинение китайским властям был Тибетский автономный район, где противостояние буддистов с коммунистической партией имеет длинную историю. Правительство Тибета в изгнании длительное время разными методами и безуспешно боролось за независимость Тибета, однако тибетское восстание и насильственные акты по отношению к китайским переселенцам со стороны буддистов сторонников Далай-ламы XIV в конце концов привели к его бегству из страны в Индию. Террористическая опасность из неспокойного региона была окончательно решена после пришествия к руководству главы парткома КПК Тибетского автономного района ханьца Чэнь Цюаньго в 2011 году. Необычайно жёсткие меры которого значительно сократили способность местного коренного населения сопротивляться китаизации региона. Краеугольным камнем политики Чэнь Цюаньго было массовая китаизация населения путём заключение коренного населения в лагеря для перевоспитания, где насильственно заставляли отречься от религии, массово обучали китайскому языку, активная пропаганда китайского коммунизма вместе с заучиванием и исполнением китайских песен. Все это вкупе с другими мерами позволило снизить террористическую опасность и успокоить регион. После успеха новой политики в Тибете его политику по ограничению религиозности власти начали практиковать по всей стране, в том числе и в отношении неблагонадёжных китайцев. Особое недовольство новой политикой в стране вызвало в Синьцзян-уйгурском автономном регионе, в самом большом и самой западной провинции Китая, где участились межнациональные и межрелигиозные конфликты и бытовые по сути конфликты разгорались порой до крупных массовых конфликтов, последующие жёсткие меры центральной власти сделали регион новым центром терроризма в Китае (только по официальным сообщениям в 2013 году в регионе было совершено около 200 терактов). В 2016 году Чэнь Цюаньго был переброшен из Тибета на пост главы парткома КПК Синьцзян-уйгурского автономного региона. Аналогичные антитеррористические меры Чэнь Цюаньго в Синьцзяне по отношению мусульманам, вызвало большую волну возмущений по всему миру, привели к обострению межгосударственных отношений КНР с рядом иностранных мусульманских стран (Турция), а также к принятию Конгрессом США ряда антикитайских законов и поправок.

### Экология
Уже в XX веке Китай столкнулся с рядом серьёзных экологических проблем: в некоторых районах оказалась отравлена земля, почва и гидросфера. Вдобавок произошло чрезмерное загрязнение воздуха, из-за чего возникает смог. Так, территории в прибрежных районах и поймах больших рек: Янцзы, Хуанхэ и Чжуцзян (10 % площади страны, где живёт примерно 90 % населения страны) находятся в тяжёлом экологическом состоянии по причине долгой и интенсивной сельскохозяйственной обработки и промышленного загрязнения окружающей среды.
Периодически происходят крупные техногенные аварии (взрывы на шахтах, пиротехнических и химических предприятиях) с многочисленными жертвами (см. Категория:Техногенные катастрофы в Китае).
В 2015 году загрязнение воздуха в Китае стало причиной смерти 1,6 миллиона человек. Китай и Индия уже несколько лет подряд делят первую строчку рейтинга государств с самой высокой смертностью из-за загрязнённого воздуха; в обеих странах из-за болезней, спровоцированных загрязнением воздуха, умерло более 1,2 млн человек.
В поисках экстренного решения проблемы китайские власти проводят переориентацию энергетики страны с угля на газ (см. Сила Сибири); делается упор на возобновляемую энергетику. Также, страна переживает рекордный бум в индустрии электротранспорта: на КНР приходится до 60 % от общего количества проданных в мире электрокаров.

### Здравоохранение
По официальным данным, количество ВИЧ-инфицированных жителей Китая в период с 2017 по 2018 год выросло на 14 %. Всего в стране проживает 820 тыс. ВИЧ-положительных пациентов; только в I квартале 2018 года было выявлено 40 тыс. новых случаев заражения.

### Неравенство между городом и деревней
Для КНР характерен постепенно растущий разрыв в доходах горожан и сельчан: доходы городского населения превышали доходы сельских жителей в 1990 году в 2,2 раза, в 1995 году — в 2,5 раза, в 2003 году — в 3,2 раза, а в 2008 году — в 3,3 раза.

### Межрегиональные различия
Уровень социально-экономического развития заметно различается между регионами, что является одной из причин массовой миграции населения с северо-запада страны в обеспеченные юго-восточные города и провинции. В целях смягчения межрегиональных различий и развития отстающих территорий (в особенности, национальных автономий) власти КНР активно используют межбюджетные трансферты из центрального в местные (региональные) бюджеты.
Китай — страна многонациональная, в которой, по официальным данным, проживают 56 национальностей. Самая большая в Китае — народность хань (91,59 %), остальные 55 национальностей представляют собой национальные меньшинства (всего их 8,41 %), например самыми многочисленными являются чжуаны (ок. 16 млн), маньчжуры (ок. 10,6 млн), китайские мусульмане хуэйцы (9,8 млн), уйгуры (8,3 млн), тибетцы (5,4 млн), казахи (1,25 млн), киргизы (ок. 161 тыс.), русские (156 тыс.), татары (49 тыс.) и т. д. Количество представителей национальных меньшинств постепенно растёт (с 1990 по 2000 г. прирост составил 15,23 млн человек) в связи с тем, что существуют ограничения на количество детей среди ханьцев, в то время как для национальных меньшинств таких ограничений не существует. Но в любом случае число ханьцев настолько превалирует над всеми остальными народностями, что некоторые специалисты даже называют Китай мононациональной страной.

## Права человека в Китае
Ситуация с правами человека в КНР расценивается многими государствами и организациями по правам человека как вызывающая серьёзные претензии. Несколько источников, в том числе Государственный департамент США, ежегодно публикуют доклады о правах человека в Китайской Народной Республике. Наряду с исследованиями других организаций, таких как Amnesty International и Human Rights Watch, эти доклады документально свидетельствуют о нарушениях в КНР международно признанных норм в области прав человека.